# Mercury Monterey
De Mercury Monterey is een personenauto uit de hogere middenklasse die van 1952 tot 1974 geproduceerd werd door de Amerikaanse autofabrikant Mercury, onderdeel van de Ford Group.

## Voorloper

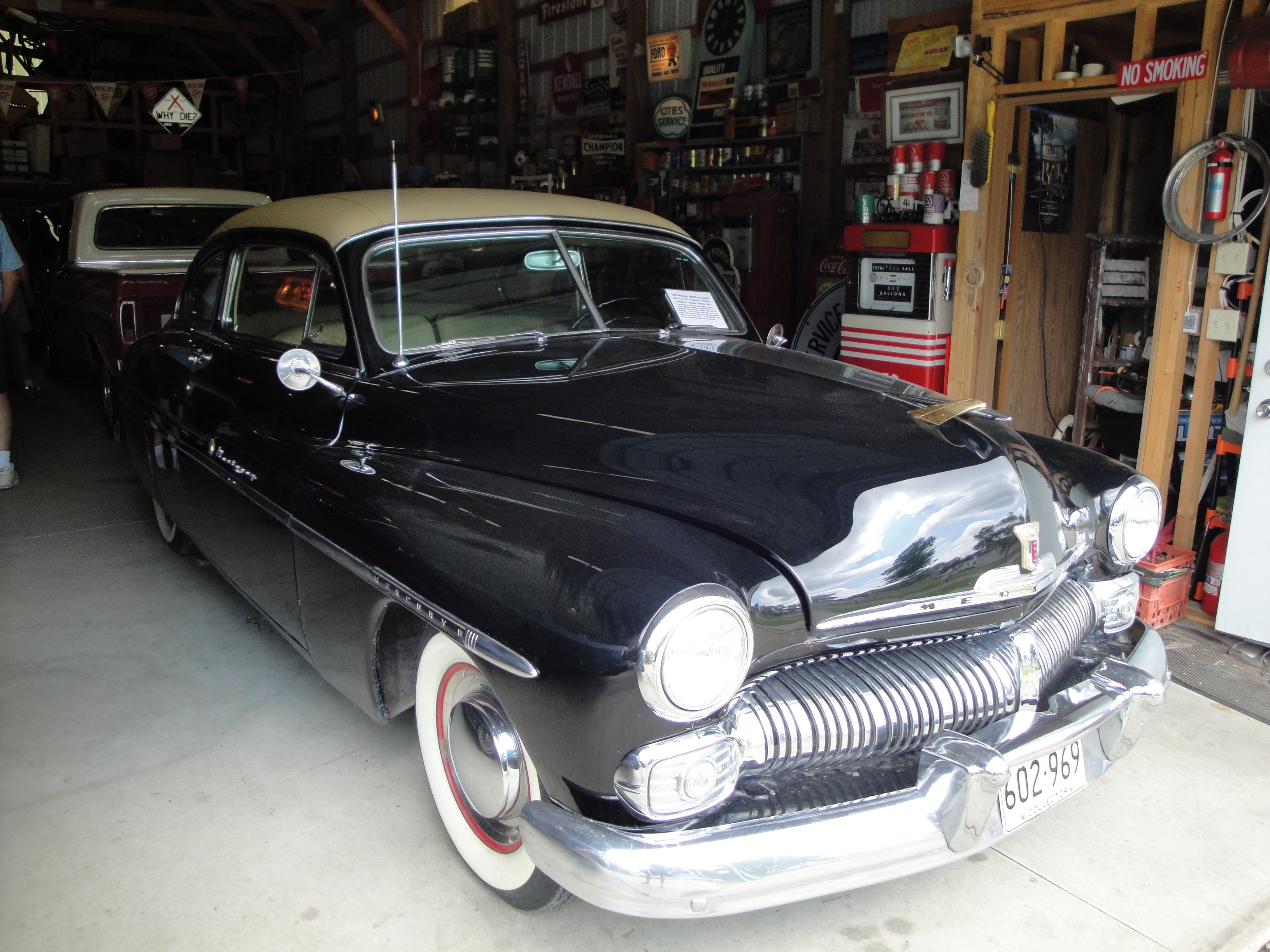
Mercury Monterey (1950)

Om te concurreren met de hardtopcoupés van General Motors en Chrysler introduceerde Mercury in 1950 onder de naam Monterey een variant van de reguliere Mercury Eight-coupé met een vinyl dak en lederen interieur. Er werden weinig exemplaren van deze tweedeurs coupé verkocht.

## Eerste generatie (1952-1954)
Vanaf 1952 werd de Monterey het topmodel van Mercury met een aparte modellenserie, bestaande uit een tweedeurs cabriolet, een vierdeurs sedan en een vierdeurs stationwagen. De wagens werden aangedreven door een 4,2-liter V8-motor, gekoppeld aan een manuele versnellingsbak met drie versnellingen of een drietraps "Merc-O-Matic" automatische transmissie. In 1954 werd de nieuwe 4,2-liter "Ford Y-block" V8 met kopkleppen gemonteerd. Deze V8-motor had een vermogen van 120 kW (163 pk). In datzelfde jaar werd ook de Monterey Sun Valley geïntroduceerd waarvan de voorste helft van het dak uit plexiglas bestond.

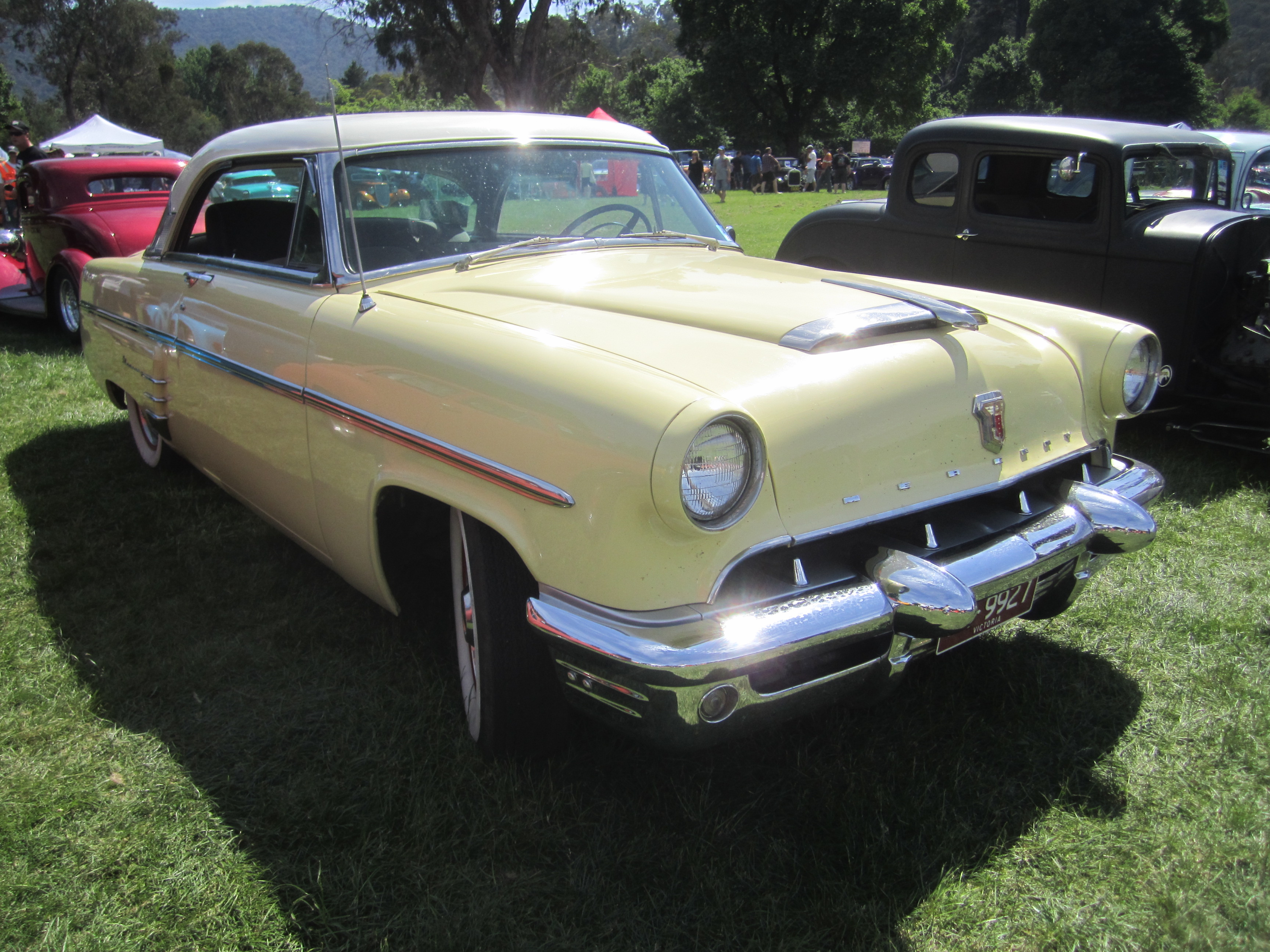
Monterey coupé (1953)
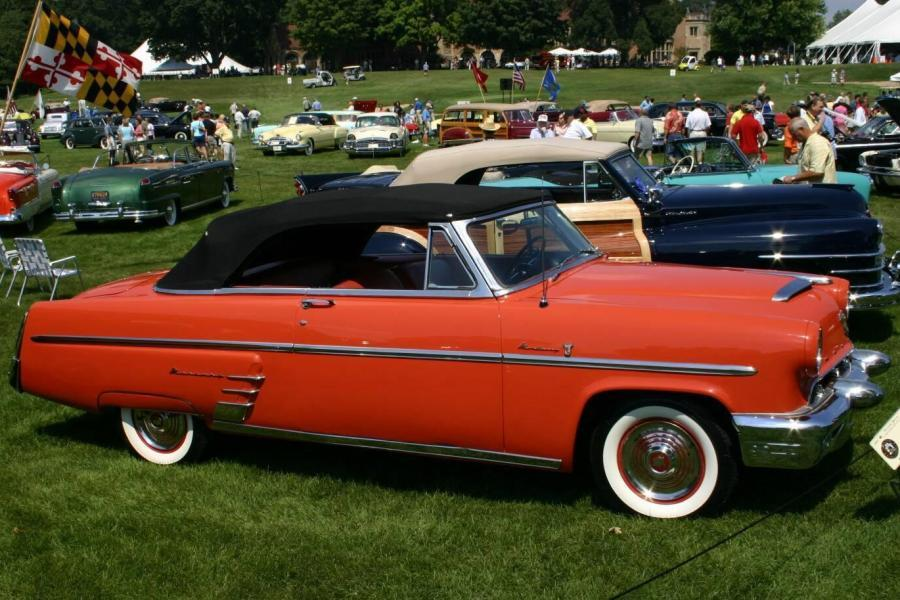
Monterey cabriolet (1953)
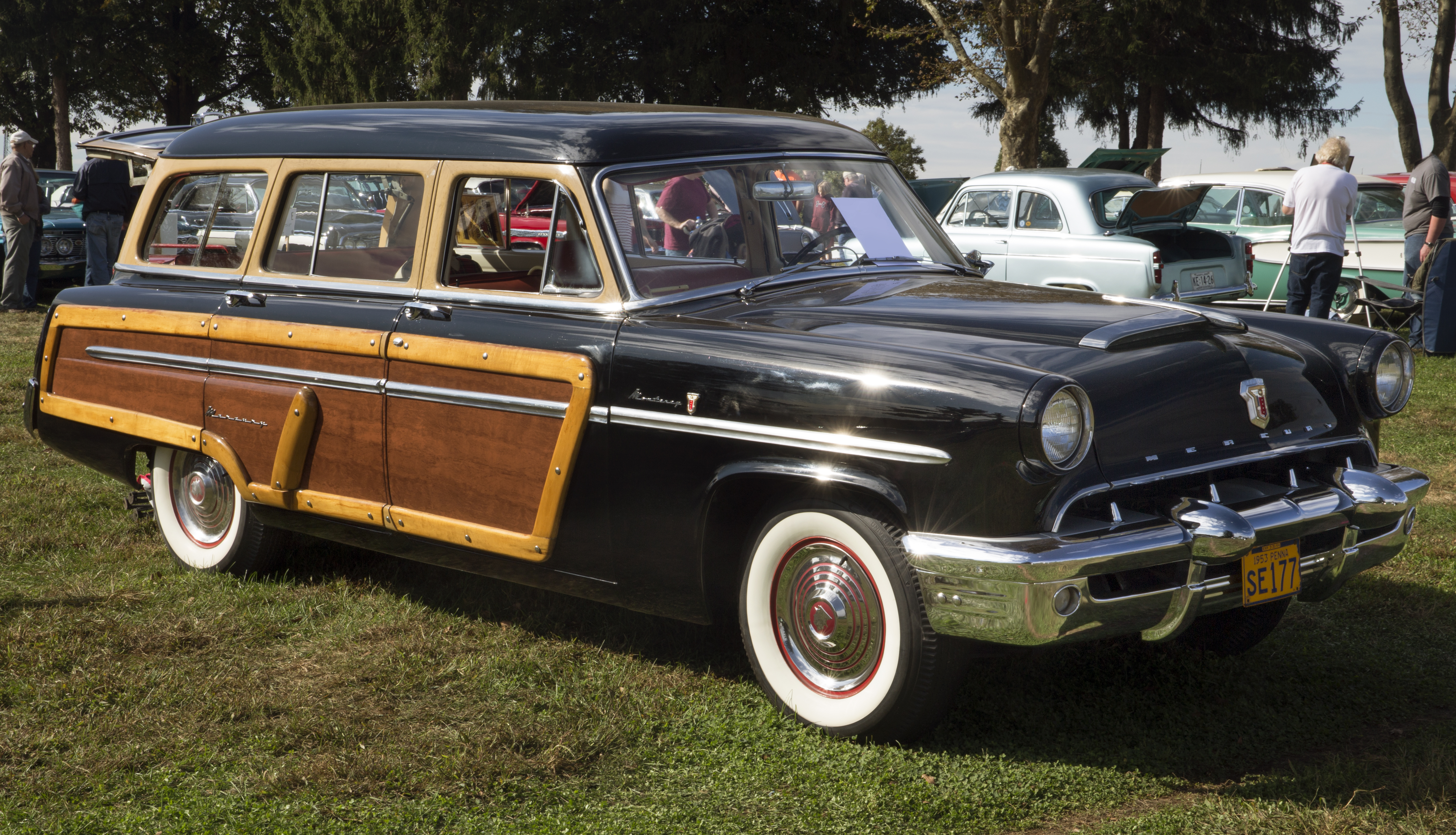
Monterey stationwagen (1953)
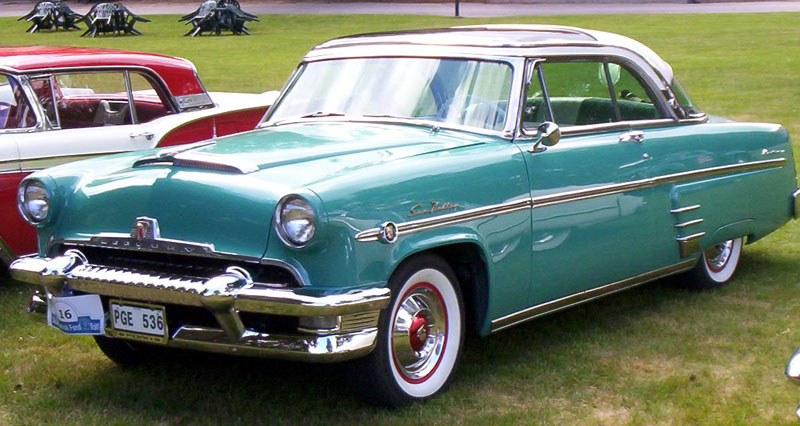
Monterey Sun Valley (1954)

## Tweede generatie (1955-1956)
In 1955 verloor de Monterey zijn status als Mercury's topmodel, een positie die voortaan ingenomen werd door de Mercury Montclair. De tweede generatie Monterey kreeg de 4,8-liter V8-motor van 140 kW (191 pk) uit de Thunderbird. Ook de remmen werden krachtiger. In 1956 werd een nieuwe motor geïntroduceerd: een 5,1-liter V8-motor met 175 kW (238 pk). Op het vlak van veiligheid was de Monterey standaard uitgerust met een schokabsorberend stuurwiel en veiligheidsdeursloten. Een gewatteerd dashboard en veiligheidsgordels waren verkrijgbaar in optie.

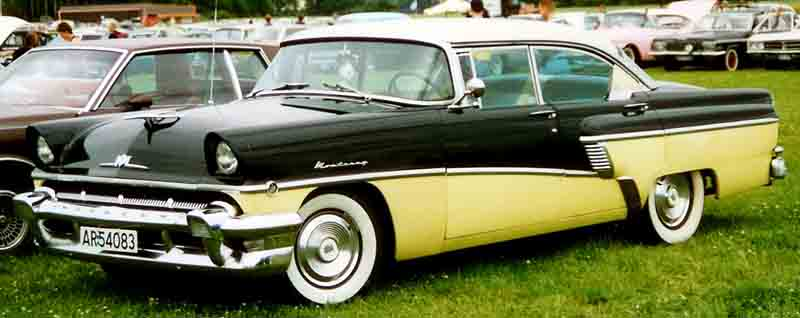
Monterey vierdeurs hardtop (1956)
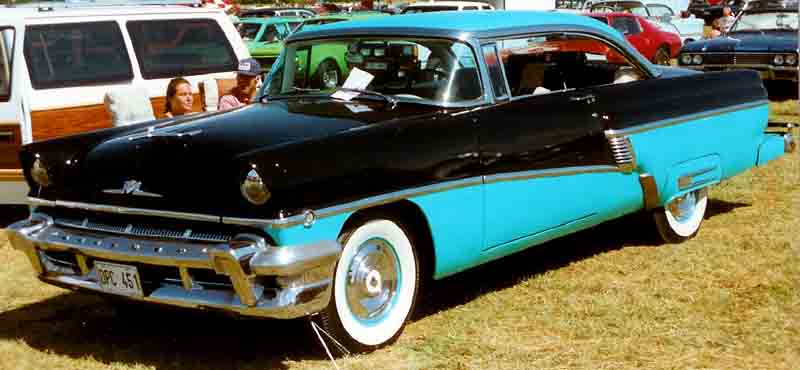
Monterey (1956)

## Derde generatie (1957-1958)
De derde generatie Monterey uit 1957 was met een wielbasis van 3099 mm aanzienlijk groter dan zijn voorganger. Een nieuw chassisontwerp maakte een lagere vloer mogelijk, waardoor de auto er lager en langer uitzag. In het interieur kregen de wagens een nieuw ontworpen veiligheidsstuur, een nieuwe radio en elektrisch bedienbare voorzetels met geheugenfunctie. De 5,1-liter V8-motor kreeg 20 pk extra wegens het toegenomen gewicht van de wagen en er was voortaan ook een optionele 6,0-liter "Lincoln Y-block" V8-motor met 220 kW (300 pk) leverbaar. Begin 1957 had de Monterey twee koplampen, maar latere exemplaren werden uitgerust met vier koplampen.
De stationwagens werden verwijderd uit de Monterey-serie en ondergebracht in de Commuter-, Voyager- en Colony Park-modellijnen.
In 1958 werd een geheel nieuwe aandrijflijn toegevoegd: een 6,3-liter "MEL" V8-motor in combinatie met een drietraps "Multi-Drive"  automatische transmissie. Bij de carrosserie deden de in die tijd populaire staartvinnen hun intrede.

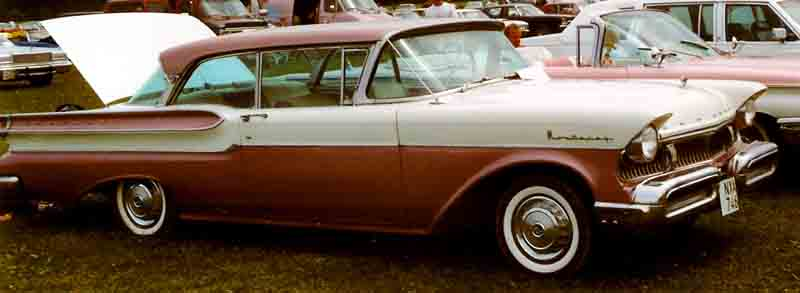
Monterey coupé (1957)
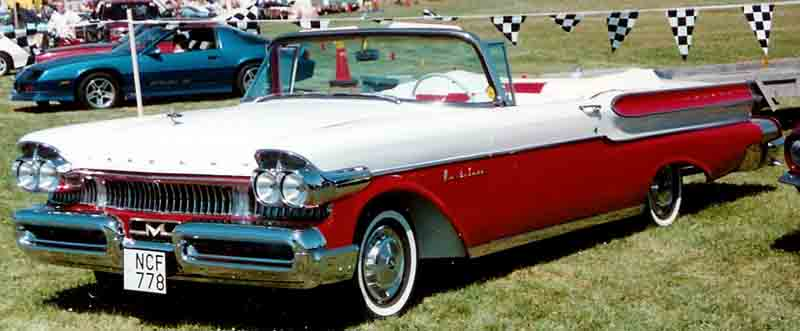
Monterey cabriolet (1957)
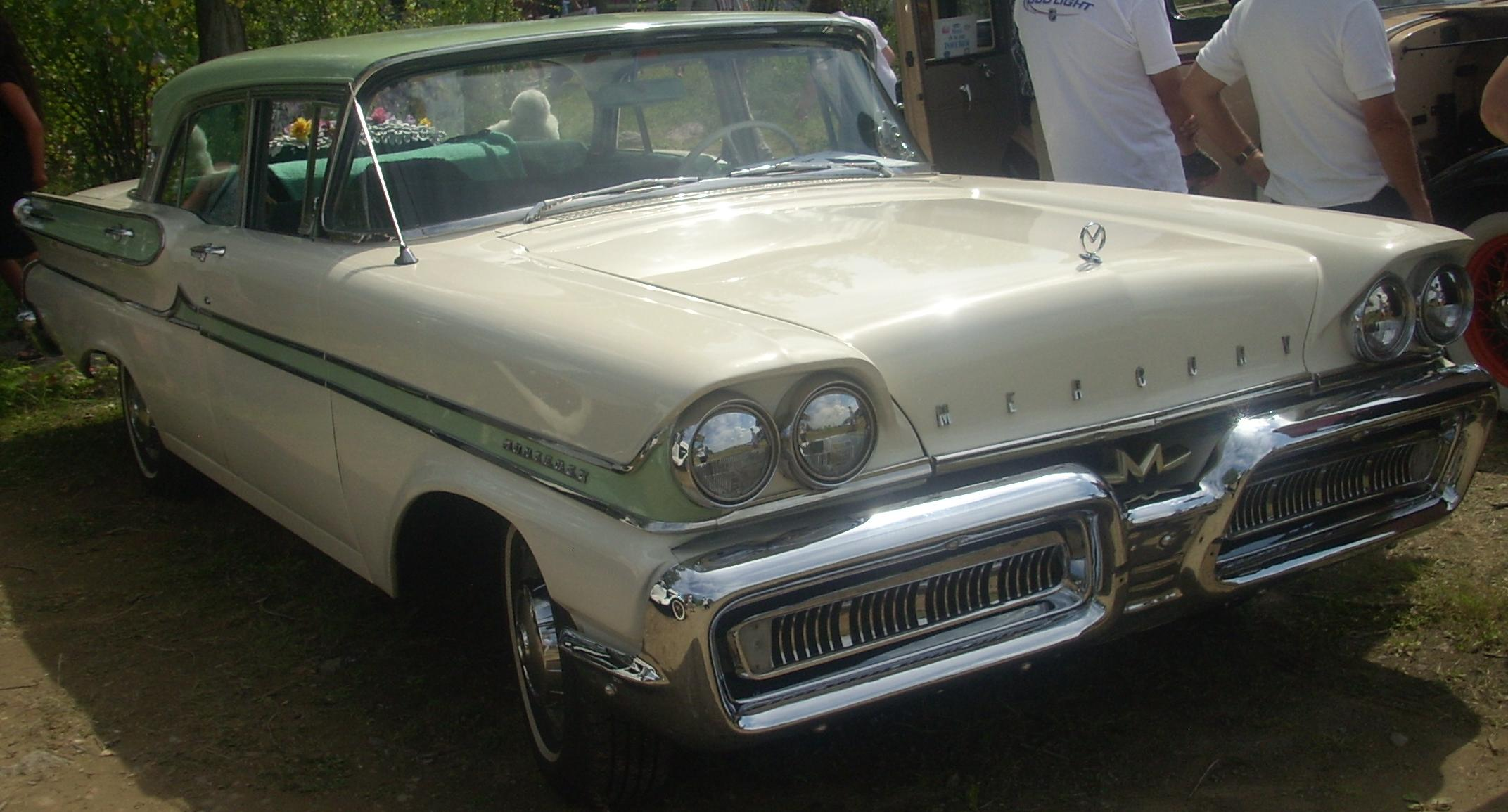
Monterey vierdeurs sedan (1958)

## Vierde generatie (1959-1960)
In 1959 groeide de Monterey opnieuw in omvang  met een wielbasis van 3200 mm. Voor het eerst sinds 1940 gebruikte Mercury zijn eigen chassis en carrosserie. De Monterey werd aangeboden in vijf carrosserievarianten: een twee- en vierdeurs sedan, een tweedeurs cabriolet en een twee- en vierdeurs Cruiser hardtop.
Deze vierde generatie Monteray deed dienst als de basisversie van Mercury in het hogere middenklassesegment met een 210 pk sterke "Ford Y-block" V8-motor van 5,1-liter gekoppeld aan een handgeschakelde drieversnellingsbak. Een drietraps automaat werd als optie aangeboden. De 6,3-liter "MEL" V8-motor van 280 pk uit de vorige generatie was optioneel verkrijgbaar. In 1960 kreeg de Monterey een facelift met soberdere sierelementen en staartvinnen, waardoor zijn uitzicht meer in lijn kwam te liggen met de nieuw geïntroduceerde Mercury Comet middenklasse sedan.

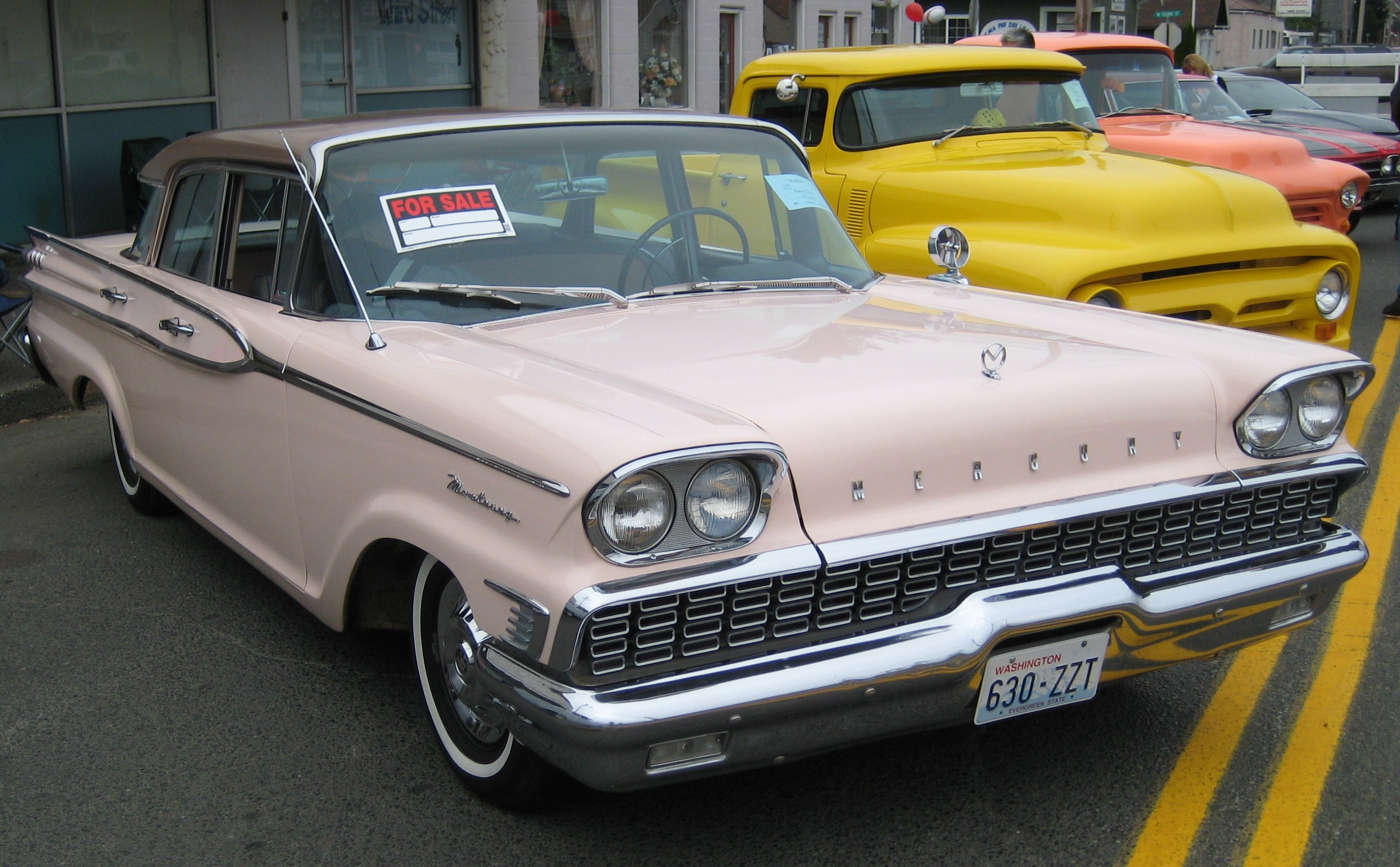
Monterey vierdeurs sedan (1959)
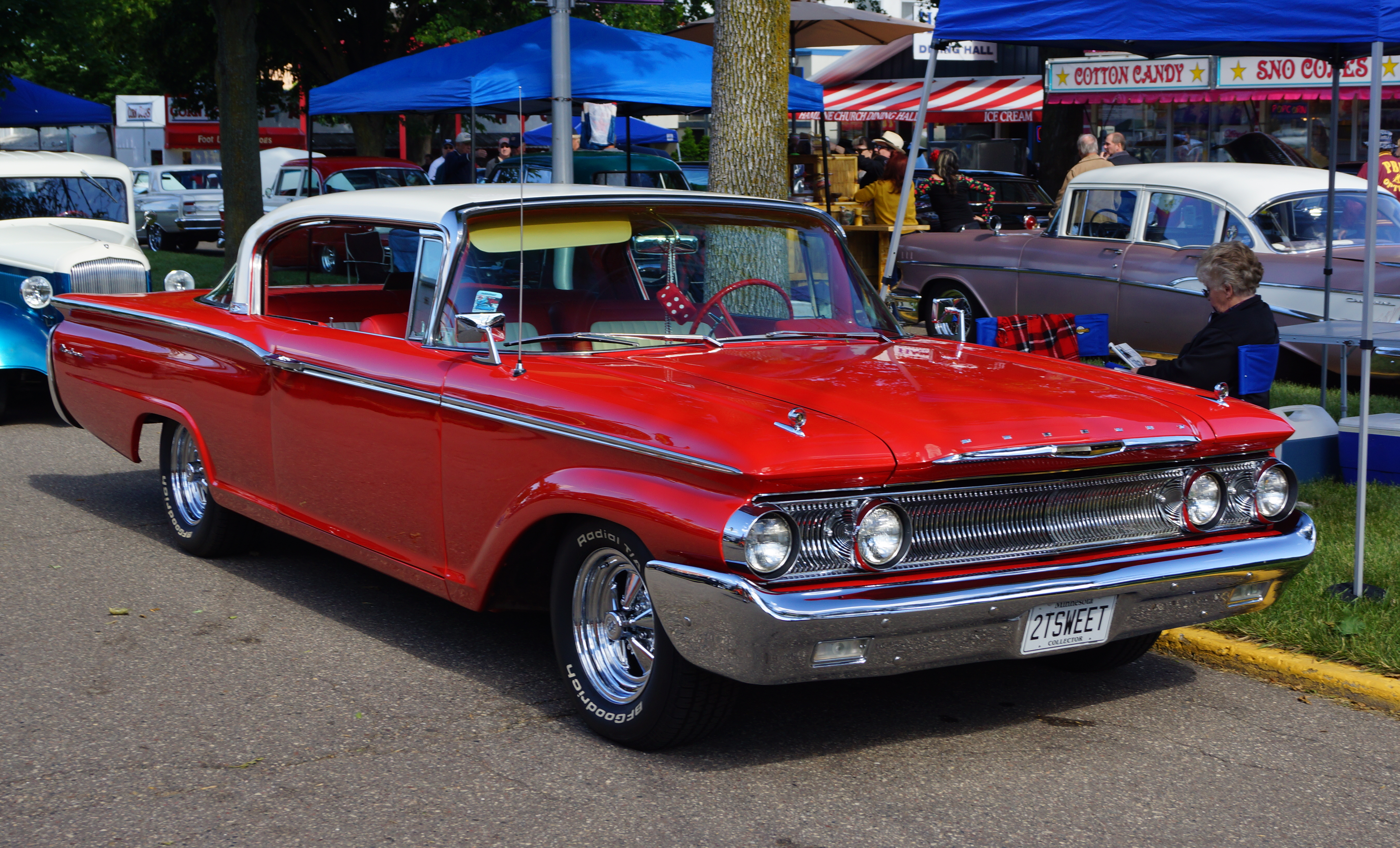
Monterey tweedeurs Cruiser (1960)

## Vijfde generatie (1961-1964)
In 1961 voerde Mercury een grote herorganisatie van zijn modellijn door, waarbij de Monterey terug het vlaggenschip van Mercury werd. De vijfde generatie Monterey werd aangeboden in vier carrosserievarianten: een twee- en vierdeurs hardtop, een vierdeurs sedan en een tweedeurs cabriolet. De Monterey deelde zijn daklijn met de Galaxie en onderscheidde zich vooral door zijn radiatorrooster. In plaats van twee grote achterlichten gebruikte Mercury zes kleine achterlichten.
De Monterey werd, net zoals de Ford Galaxie, opnieuw aangedreven door een 4,8-liter "Ford Y-block" V8-motor met 175 pk. Optioneel waren ook een 5,8-liter en een 6,4-liter "FE" V8-motor leverbaar met respectievelijk 220 pk en 300/330 pk. Net als voorheen werden drietraps manuele en automatische versnellingsbakken aangeboden, waarbij een handmatige viervernellingsbak een optie werd. Vanaf 1962 was de Monterey ook leverbaar met de 3,7-liter "Mileage Maker" zes-in-lijnmotor met 135 pk afkomstig uit de Meteor.
Van 1962 tot 1963  werd de Mercury S-55 op de markt gebracht, een sportieve versie van de Monterey hardtops en cabriolets, bedoeld als Mercury-tegenhanger van de Ford Galaxy 500XL. De S-55 beschikte over kuipzetels voorin, een op de vloer gemonteerde versnellingspook en speciale bekleding. Naast de standaardmotoren was de S-55 ook verkrijgbaar met een 6,7-liter "FE" V8-motor van 405 pk.
In 1963 onderging de Monterey een ingrijpende herziening van de daklijn, waarbij de "Breezeway" intrekbare achterruit uit de Continental-modellijn van 1958-1960 opnieuw werd geïntroduceerd. Ook het motorenaanbod werd grondig herzien: de 3,7-liter zescilinder en de 5,8-liter V8-motor werden geschrapt en de 6,7-liter V8-motor werd vervangen door een 7,0-liter V8-motor met 410/425 pk.

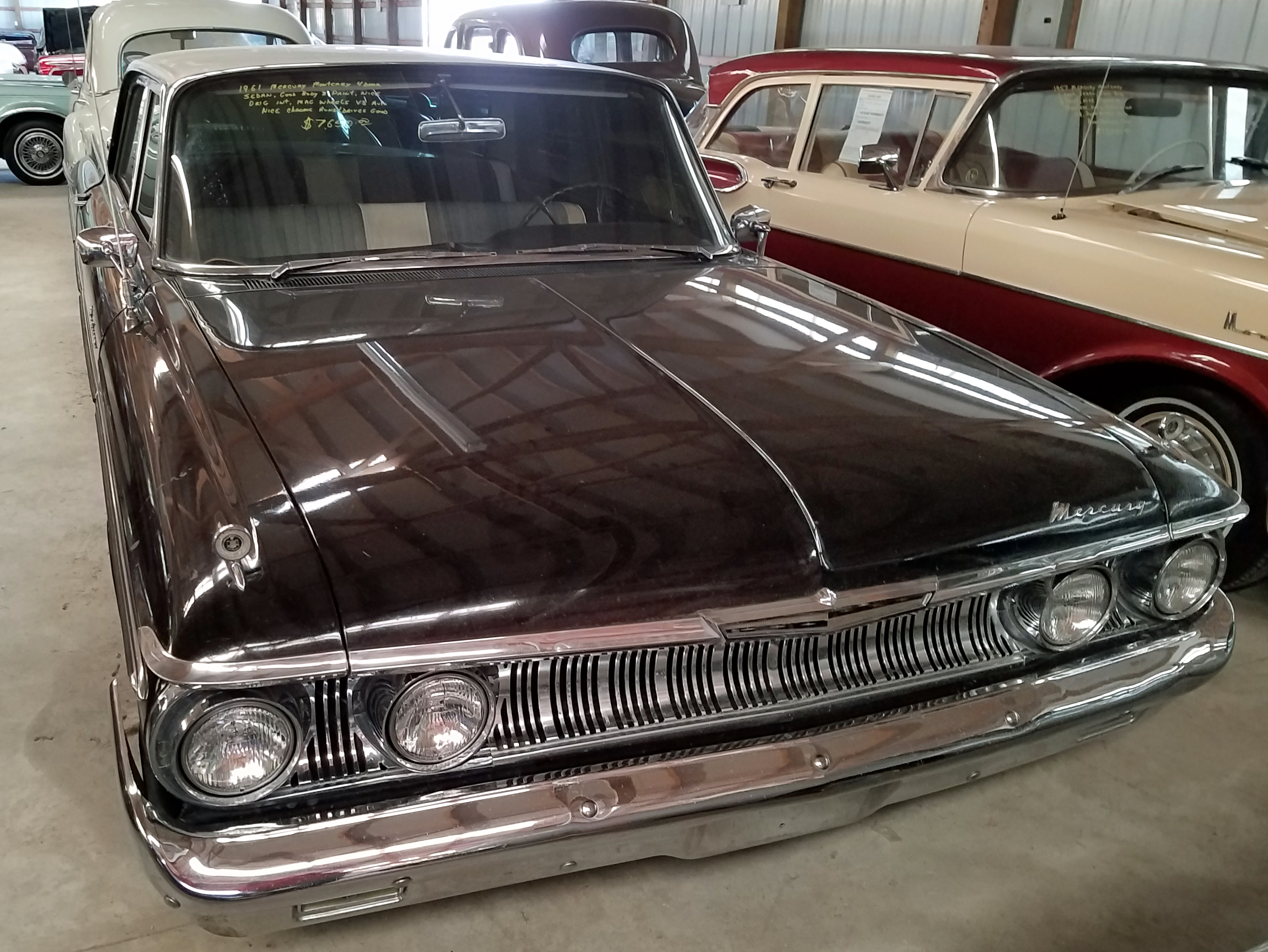
Monterey sedan (1961)
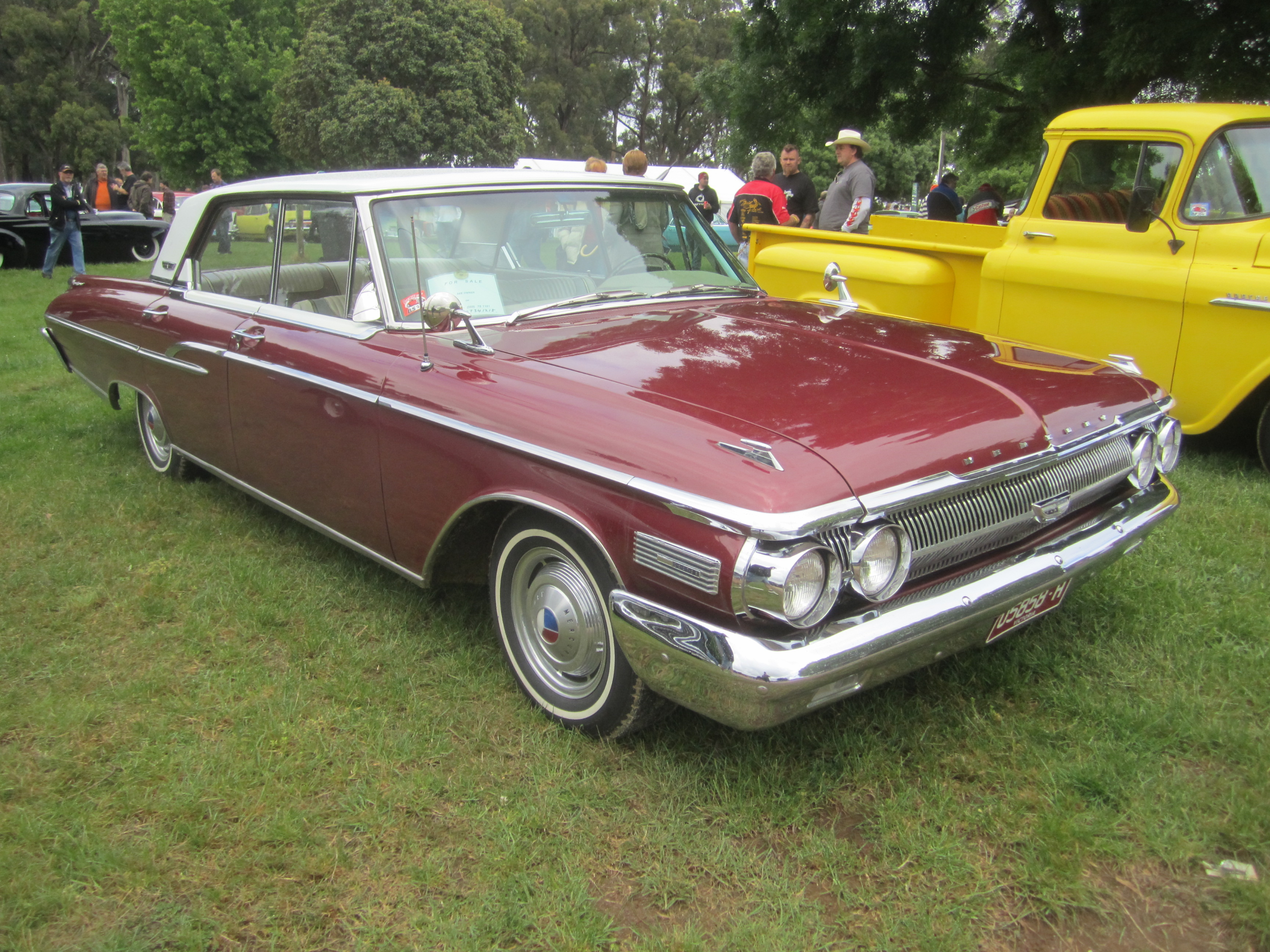
Monterey sedan (1962)
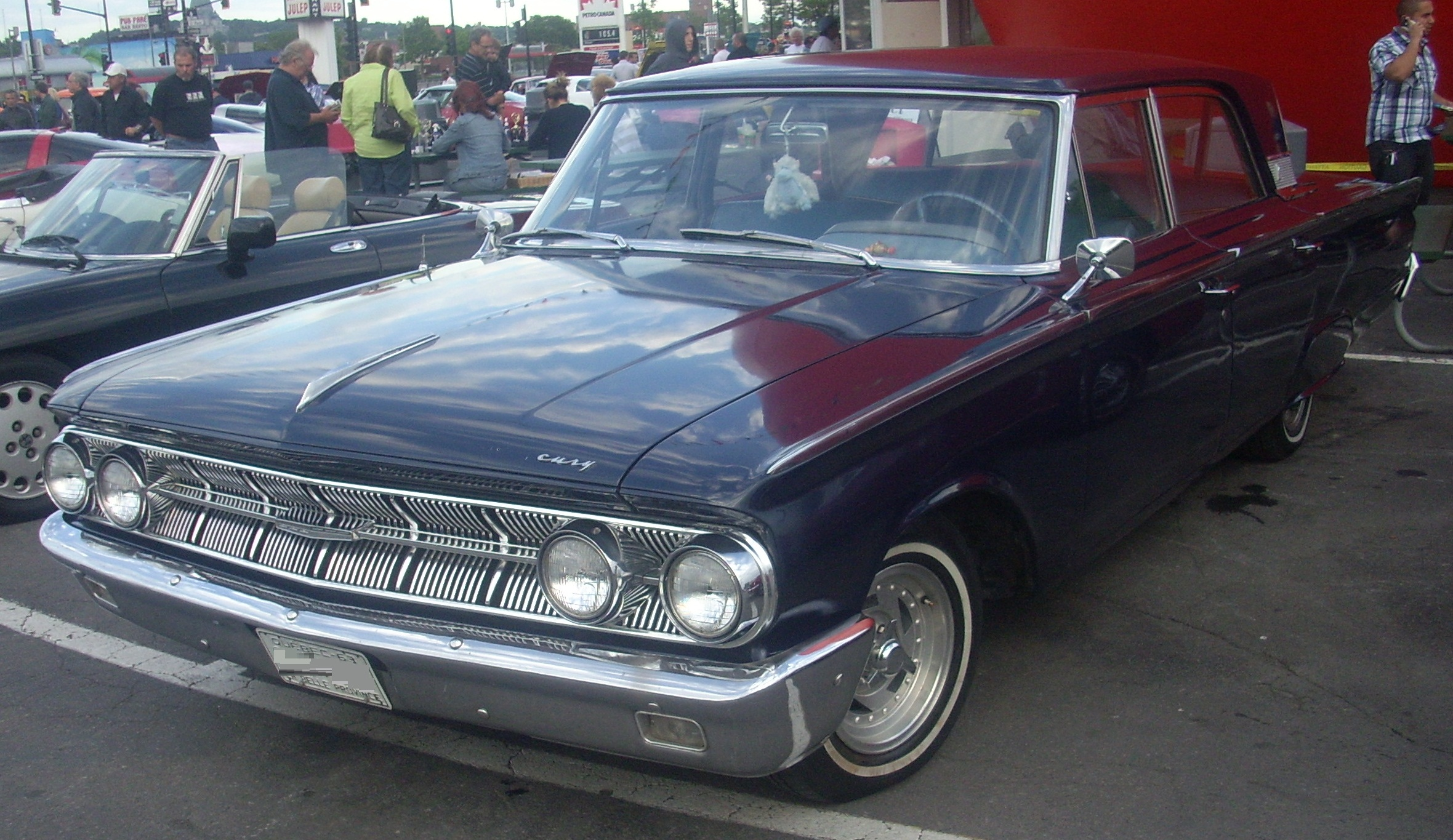
Monterey sedan (1963)
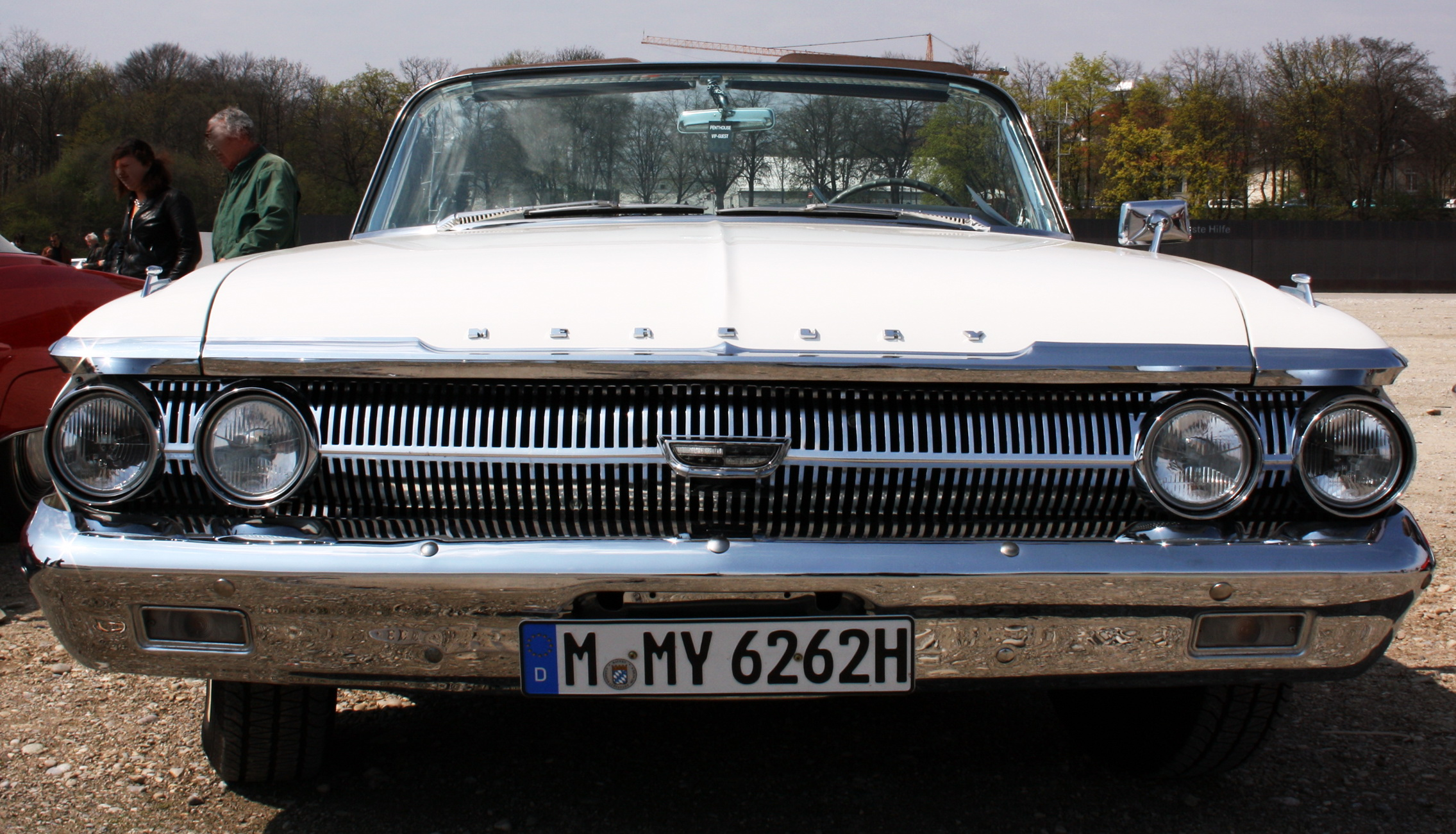
Monterey cabriolet (1962)
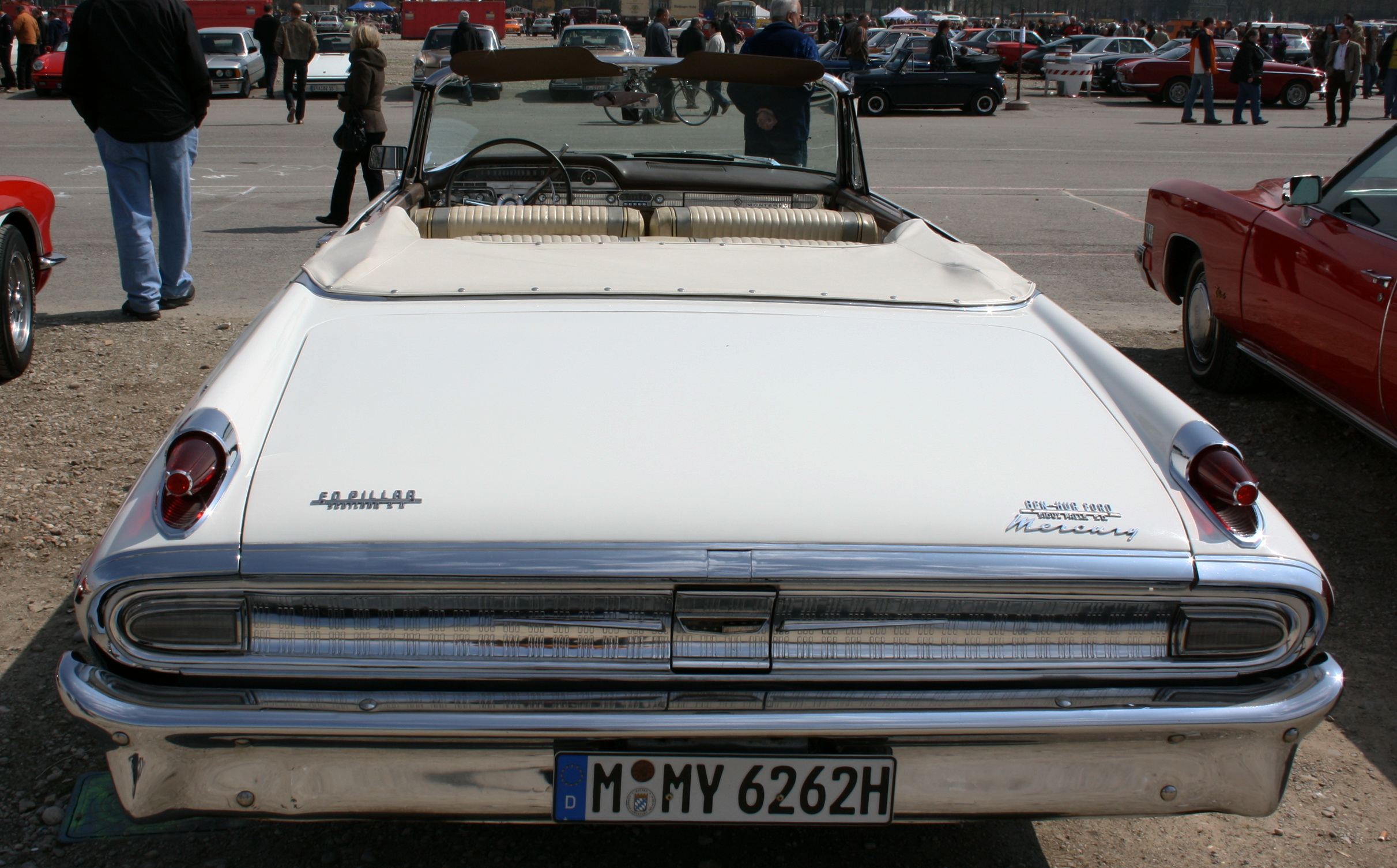
Monterey cabriolet (1962), achteraanzicht
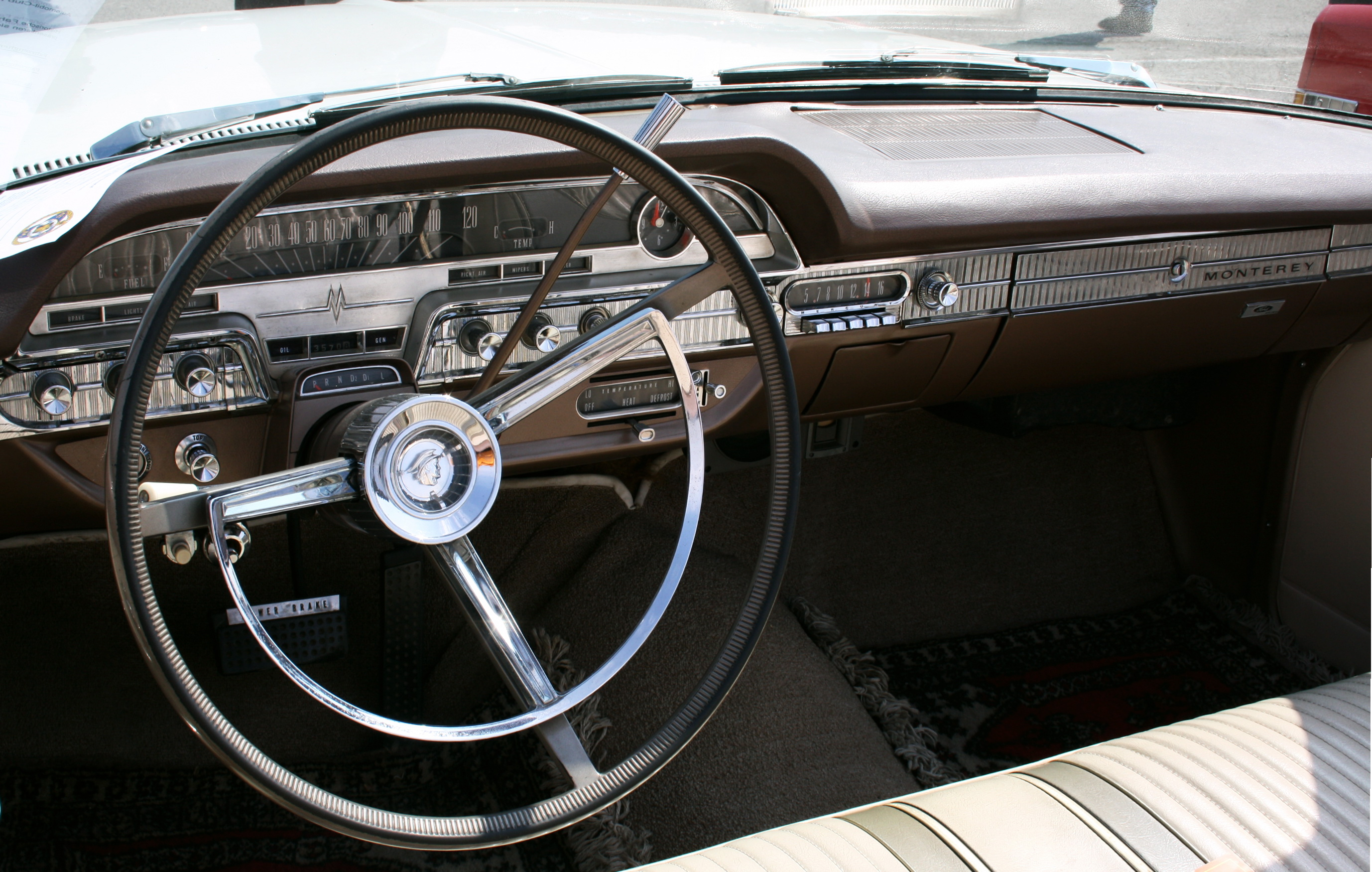
Monterey cabriolet (1962), interieur
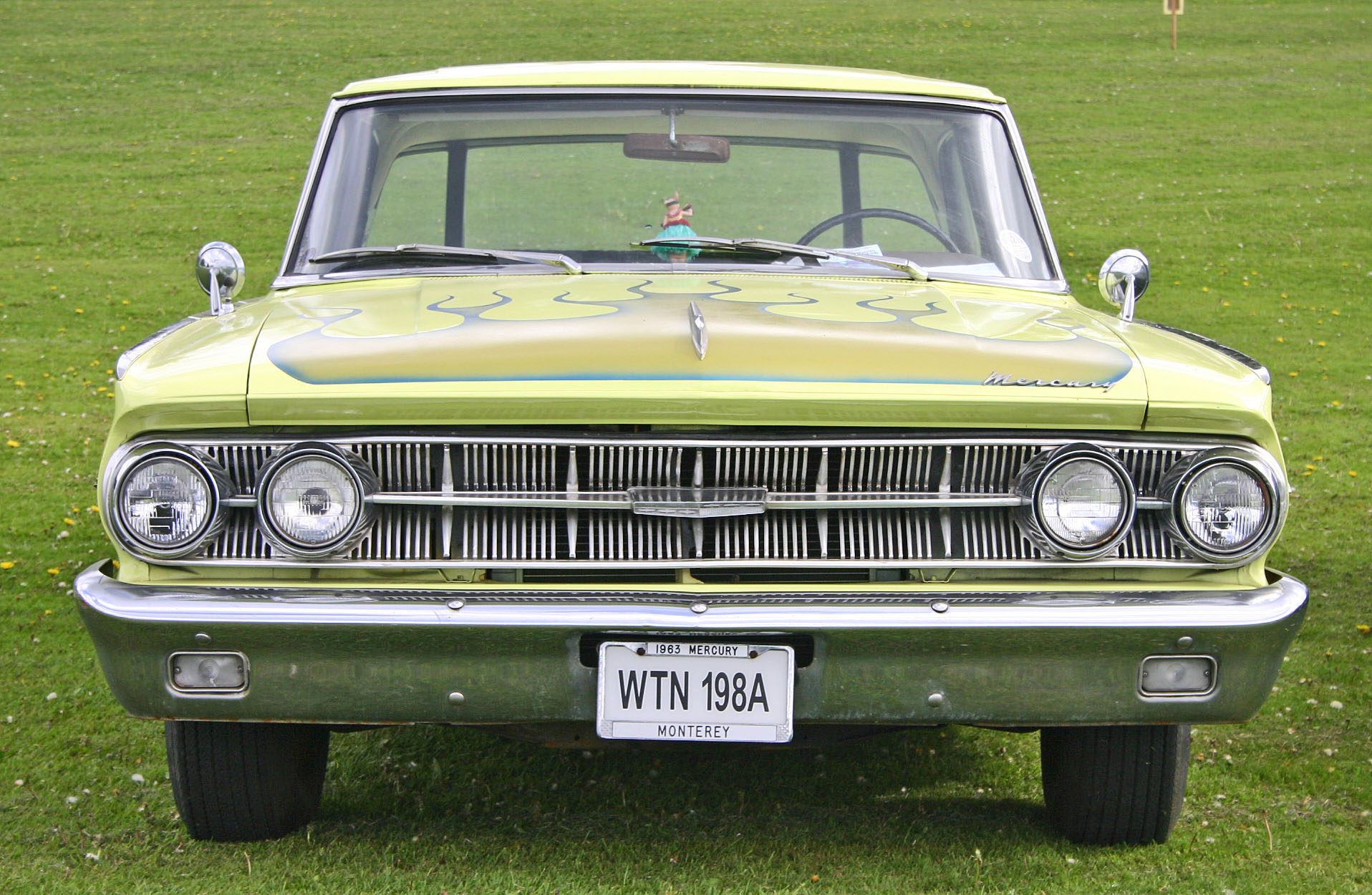
Monterey vierdeurs hardtop (1963)
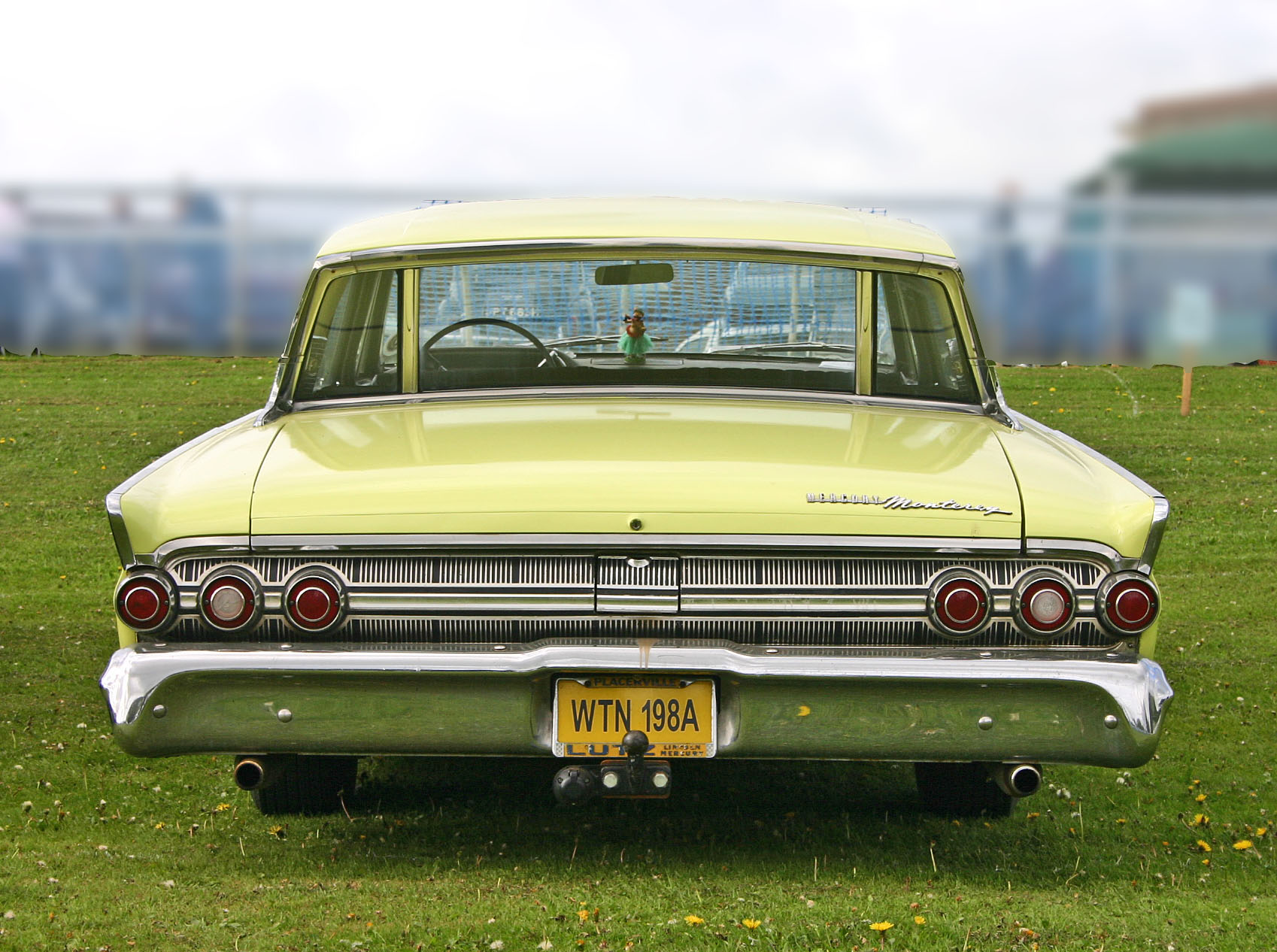
"Breezeway" achterruit
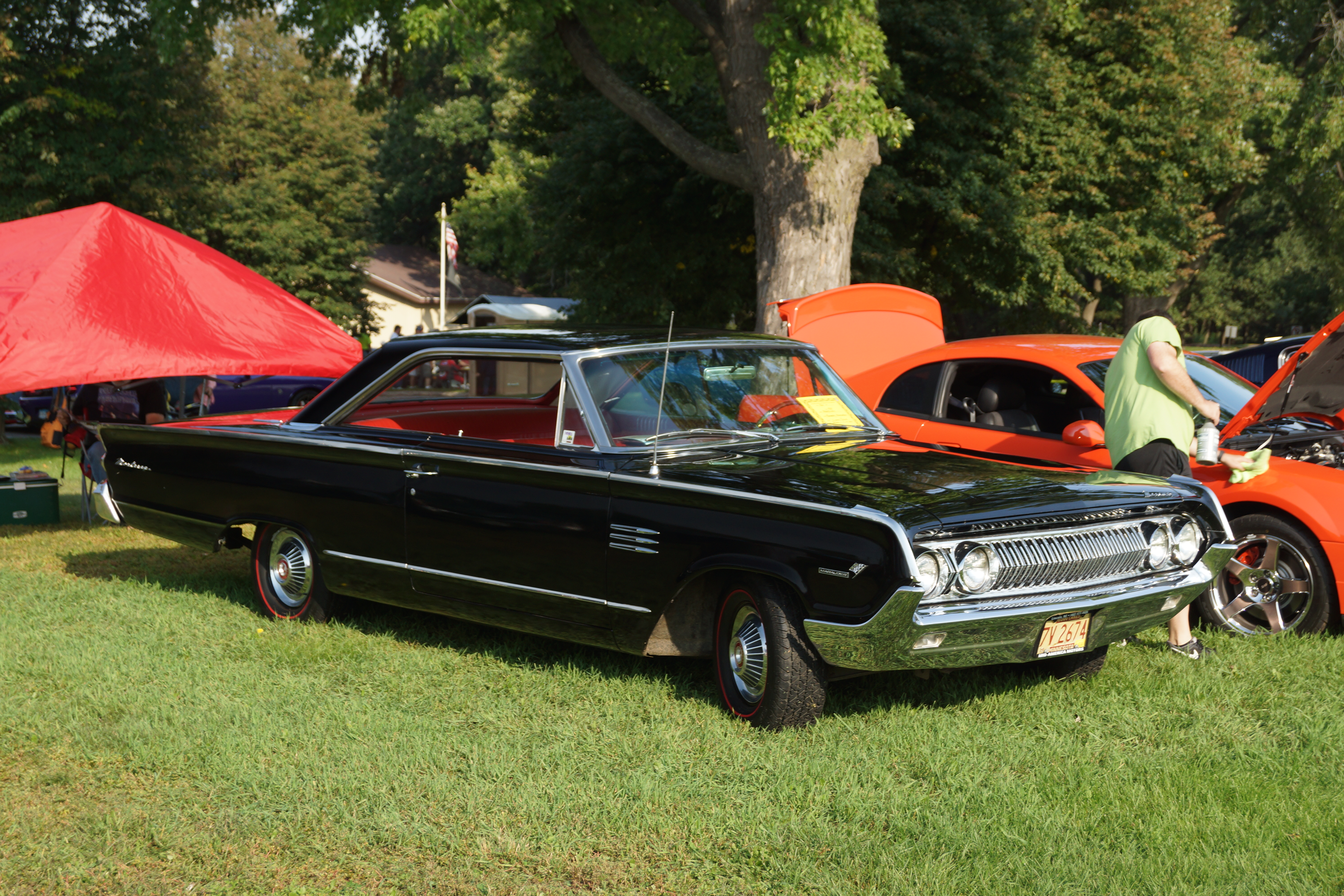
Monterey tweedeurs Marauder hardtop (1964)

## Zesde generatie (1965-1968)
In 1965 hertekende Mercury zijn volledig aanbod in de hogere middenklasse, waarbij de Monterey opnieuw de basisversie werd. De zesde generatie Monterey kreeg een geheel nieuw chassis en een herontworpen achterwielophanging die niet langer gebruikt maakte van bladveren. De carrosserie nam meerdere ontwerpelementen van de populaire Lincoln Continental over. In plaats van de verticale koplampen van Ford kreeg de Monterey horizontale koplampen. Ook het radiatorrooster en het ontwerp van de achterkant waren vergelijkbaar met de Continental. Alle overblijfselen van de staartvinnen werden verwijderd.
De zesde generatie Monterey werd aangeboden in zes carrosserievarianten: een twee- en vierdeurs sedan, een vierdeurs sedan met een "Breezeway" achterruit, een twee- en vierdeurs hardtop en een tweedeurs cabriolet. De aandrijflijn werd overgenomen uit 1964.
Van 1966 tot 1968 onderging de Monterey een aantal kleine stylingrevisies, met onder andere nieuwe achterlichten, het toevoegen van sierelementen in chroom en enkele herzieningen van de daklijn. Ook het motorenaanbod werd nog meermaals gewijzigd, waarbij het vermogen van de 6,4-liter V8-motor werd verhoogd tot 265 pk en de 7,0-liter V8-motor werd geschrapt. Er werd een nieuwe 7,0-liter V8-motor geïntroduceerd met 345 pk, waarvan het vermogen in 1968 gereduceerd werd tot 340 pk.
Ook op basis van deze generatie werd tussen 1966 en 1967 een Mercury S-55 op de markt gebracht.

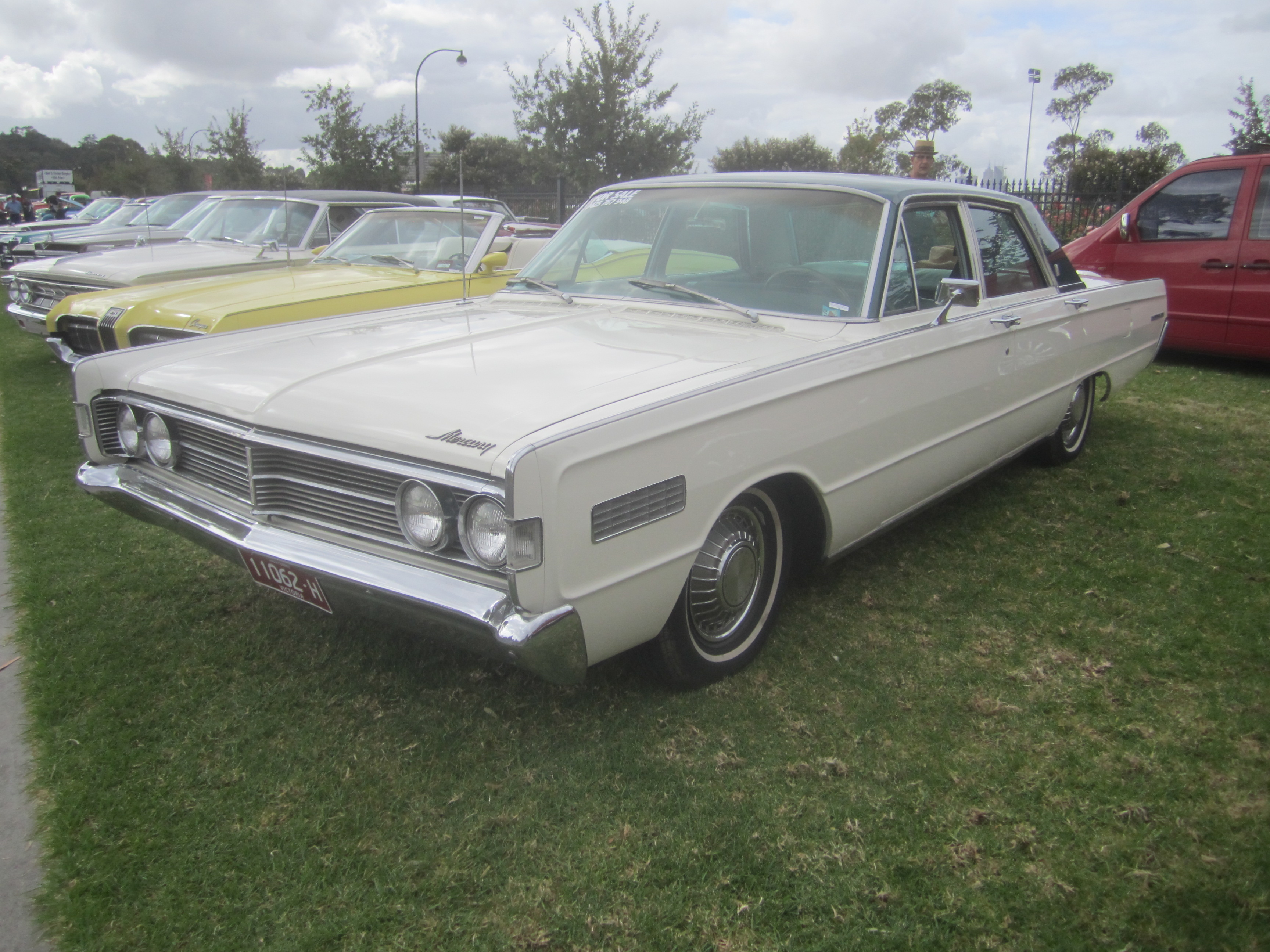
Monterey sedan (1966)
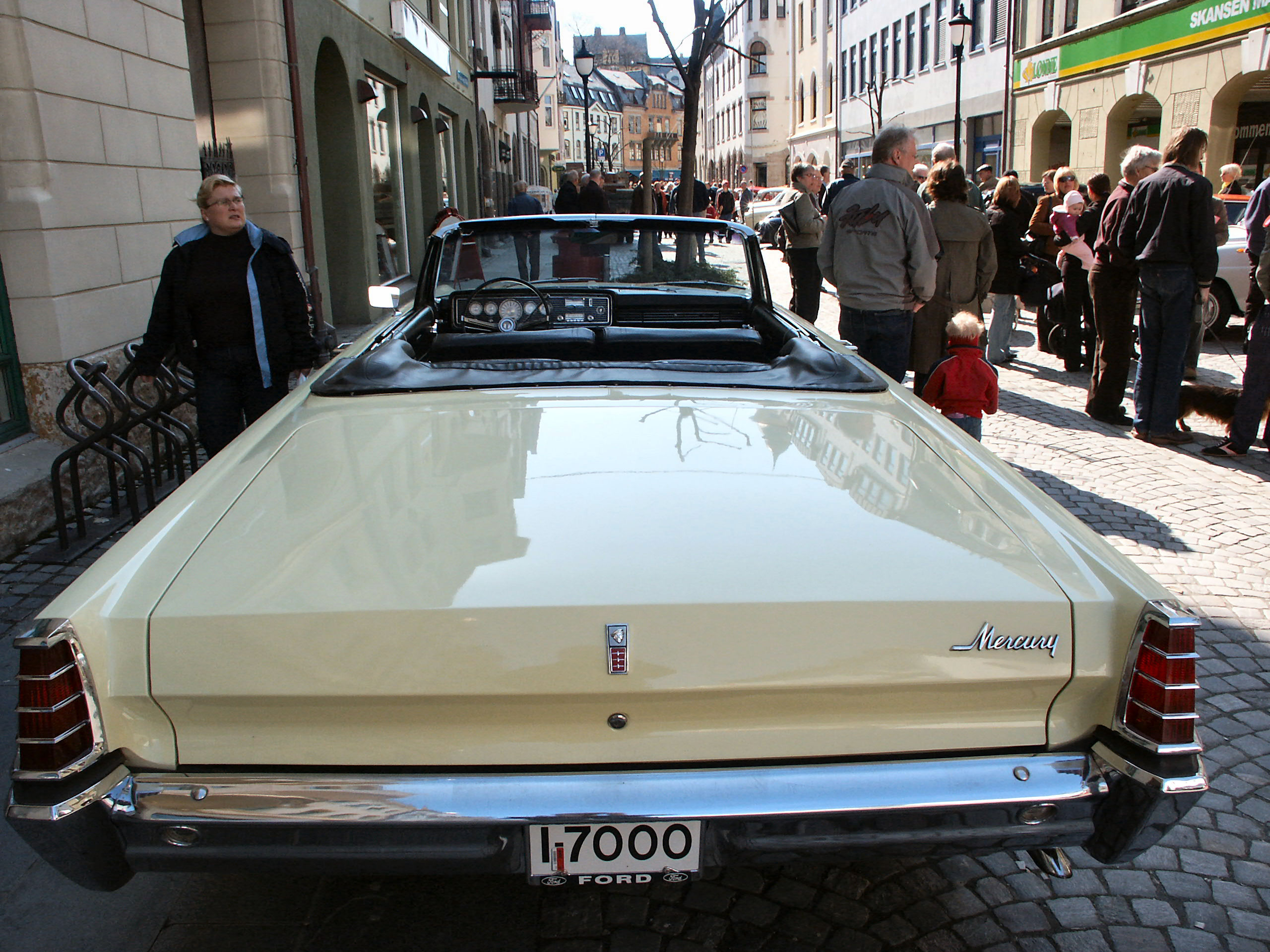
Monterey cabriolet (1966)
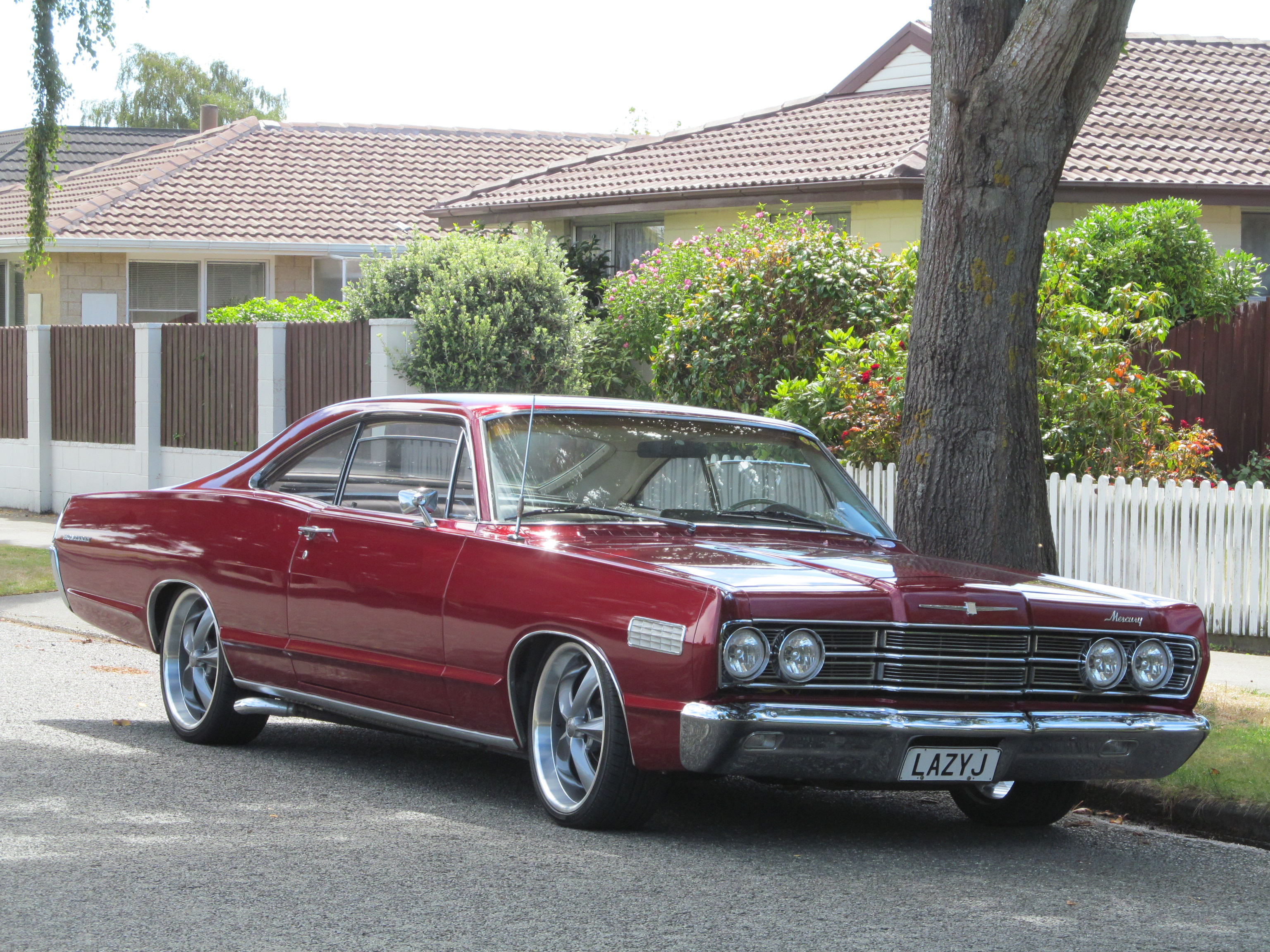
Monterey tweedeurs hardtop (1967)
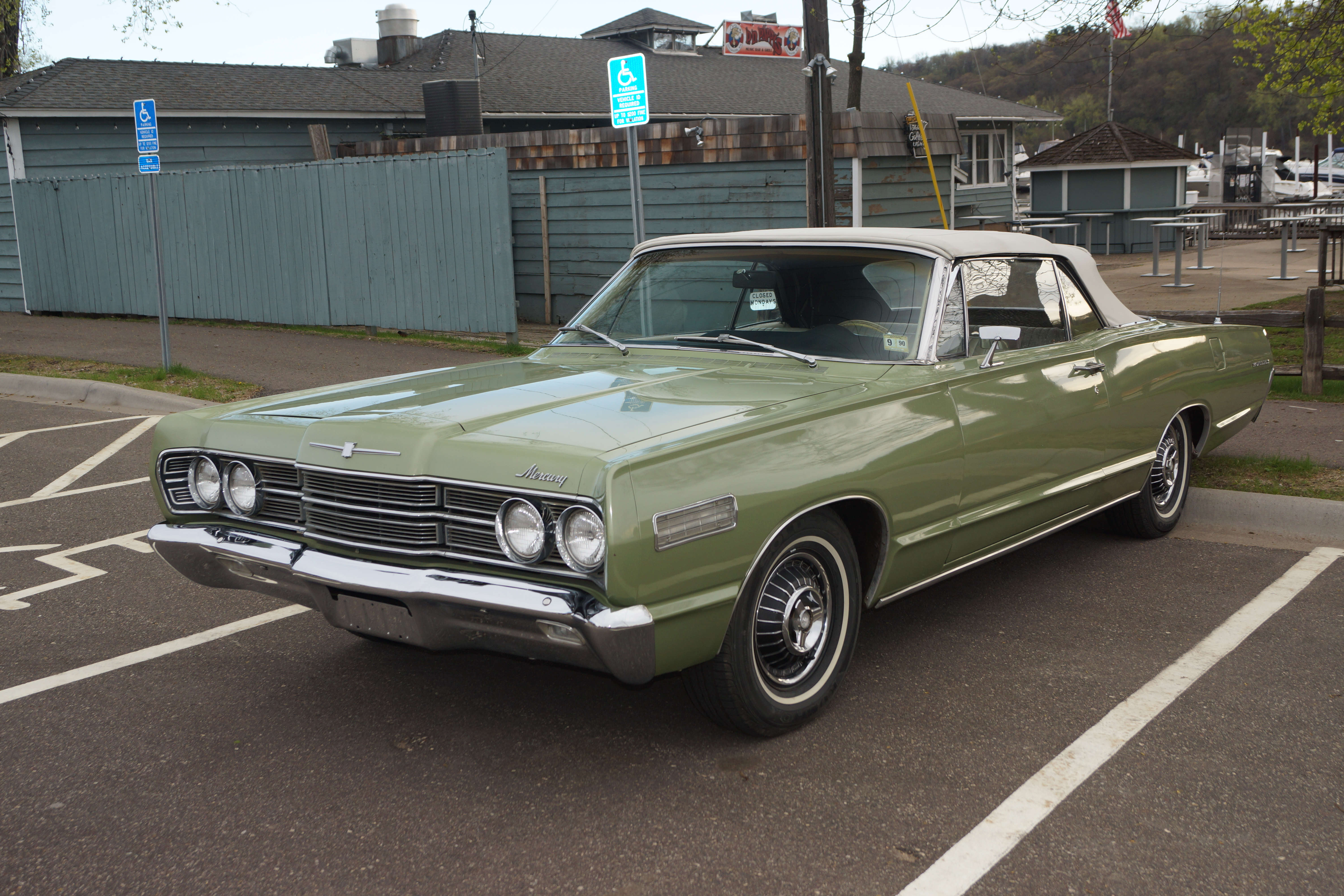
Monterey cabriolet (1967)
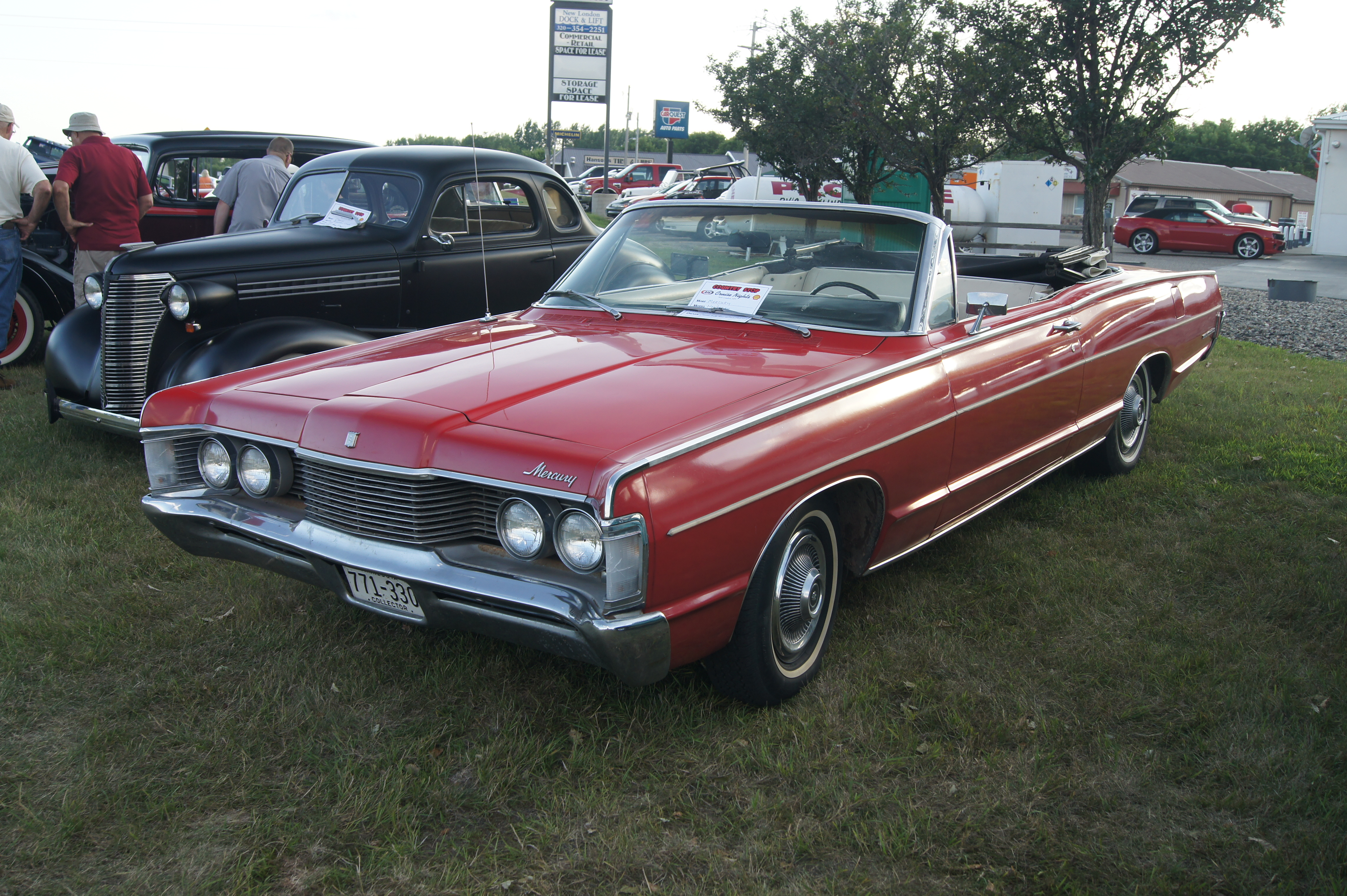
Monterey cabriolet (1968)

## Zevende generatie (1969-1974)
In 1969 onderging de Mercury-modellijn opnieuw een aanzienlijke revisie, waarbij de Montclair voortaan als de Monterey Custom werd aangeboden. Een geheel nieuw chassis maakte zijn debuut met een wielbasis van 3150 mm. De Marquis werd uitgebreid tot een volledig modellengamma, de Monterey bleef de basisversie. De Mercury stationwagens waren niet langer een afzonderlijke modelreeks: de Mercury Commuter werd omgedoopt tot de Monterey stationwagen.
De zevende generatie Monterey was meer afgerond in styling dan de vorige generatie en onderscheidde zich van de Marquis door het ontbreken van de verborgen koplampen. Om zich beter te onderscheiden van zijn Ford-tegenhangers kreeg de Monterey in 1970 een hertekend radiatorrooster en bredere achterlichten.
In 1971 kreeg de volledige Mercury modellenreeks uit de hogere middenklasse een facelift. Met behoud van de daklijn die met Ford gedeeld werd, nam de Monterey ontwerpelementen van de grotere Lincoln Continental over, inclusief de brede grille en achterlichten. De cabrioletuitvoering van de Monterey en de Marquis werden stopgezet.
Voor 1972 onderging de Monterey enkele kleine uiterlijke wijzigingen en werd een wettelijk verplicht waarschuwingssignaal voor de veiligheidsgordels vooraan geïntroduceerd. Voor het eerst was een automatische transmissie standaard, samen met stuurbekrachtiging en rembekrachtiging. In 1973 werden wettelijk verplichte veiligheidsbumpers gemonteerd en nam de Monterey een groot deel van de voorkant van de Ford Galaxie over.
In 1975 stopte Mercury met de productie van de Monterey.

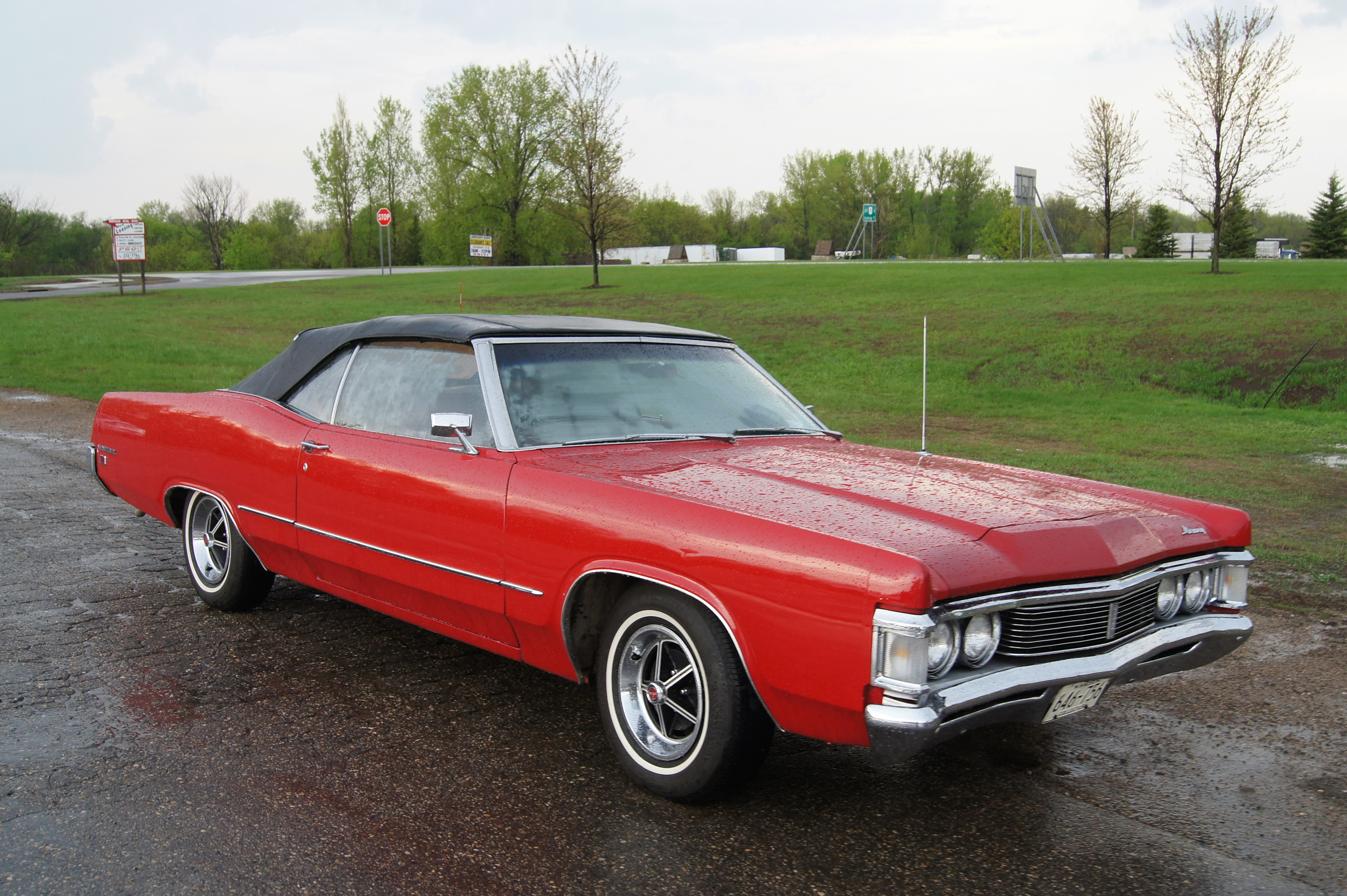
Mercury Monterey cabriolet (1969)
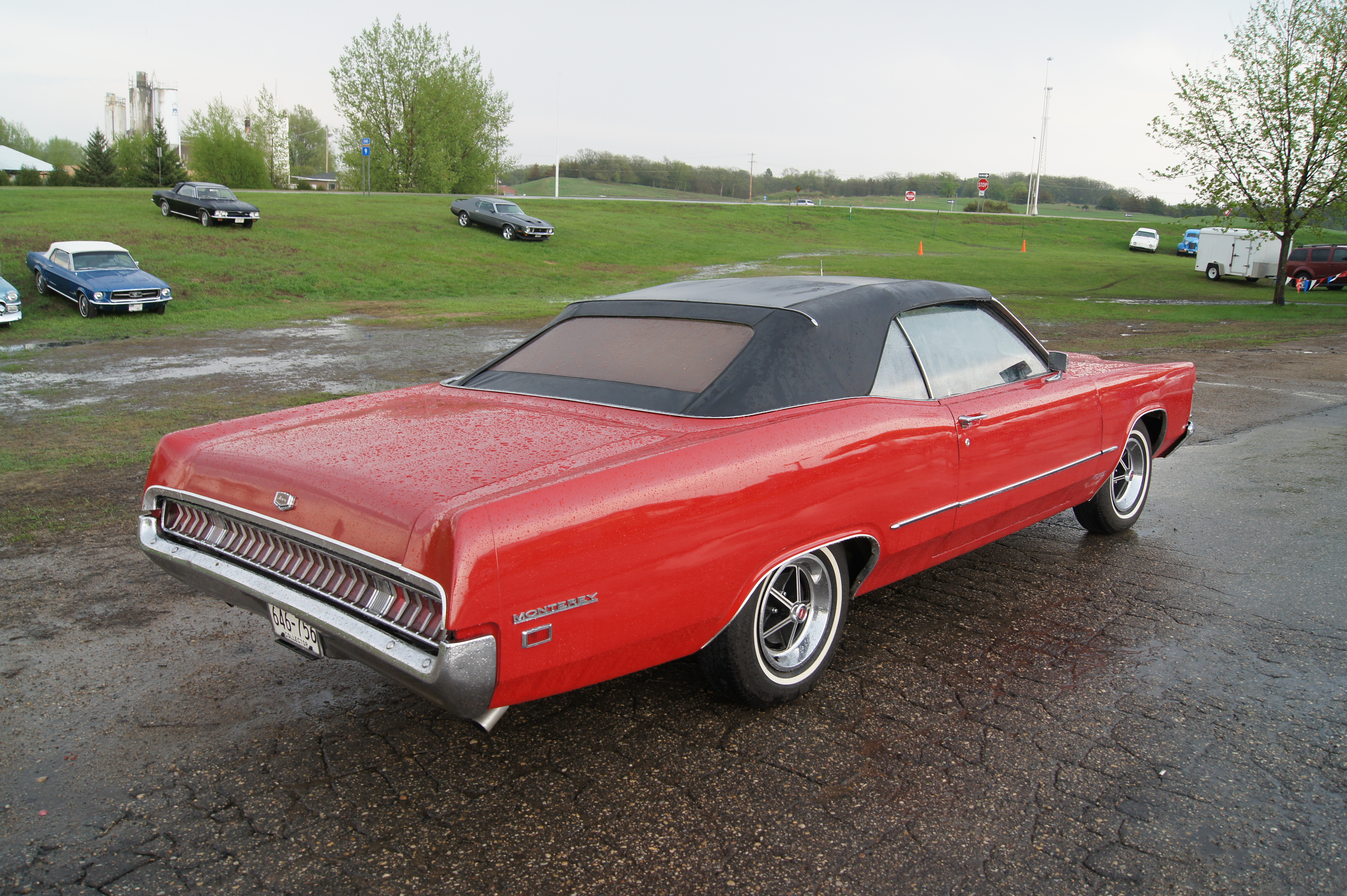
Mercury Monterey cabriolet (1969), achteraanzicht
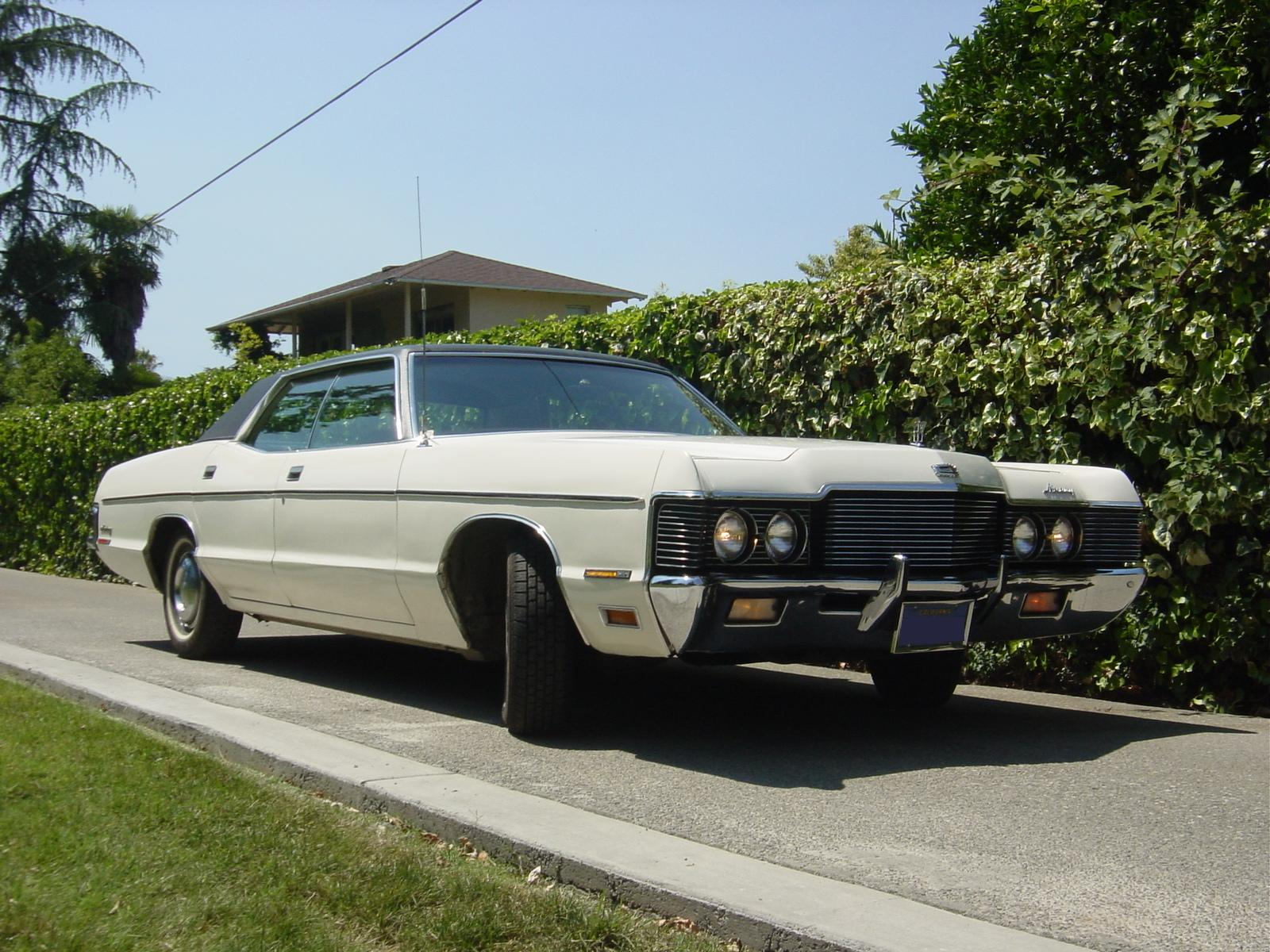
Monterey vierdeurs hardtop (1971)
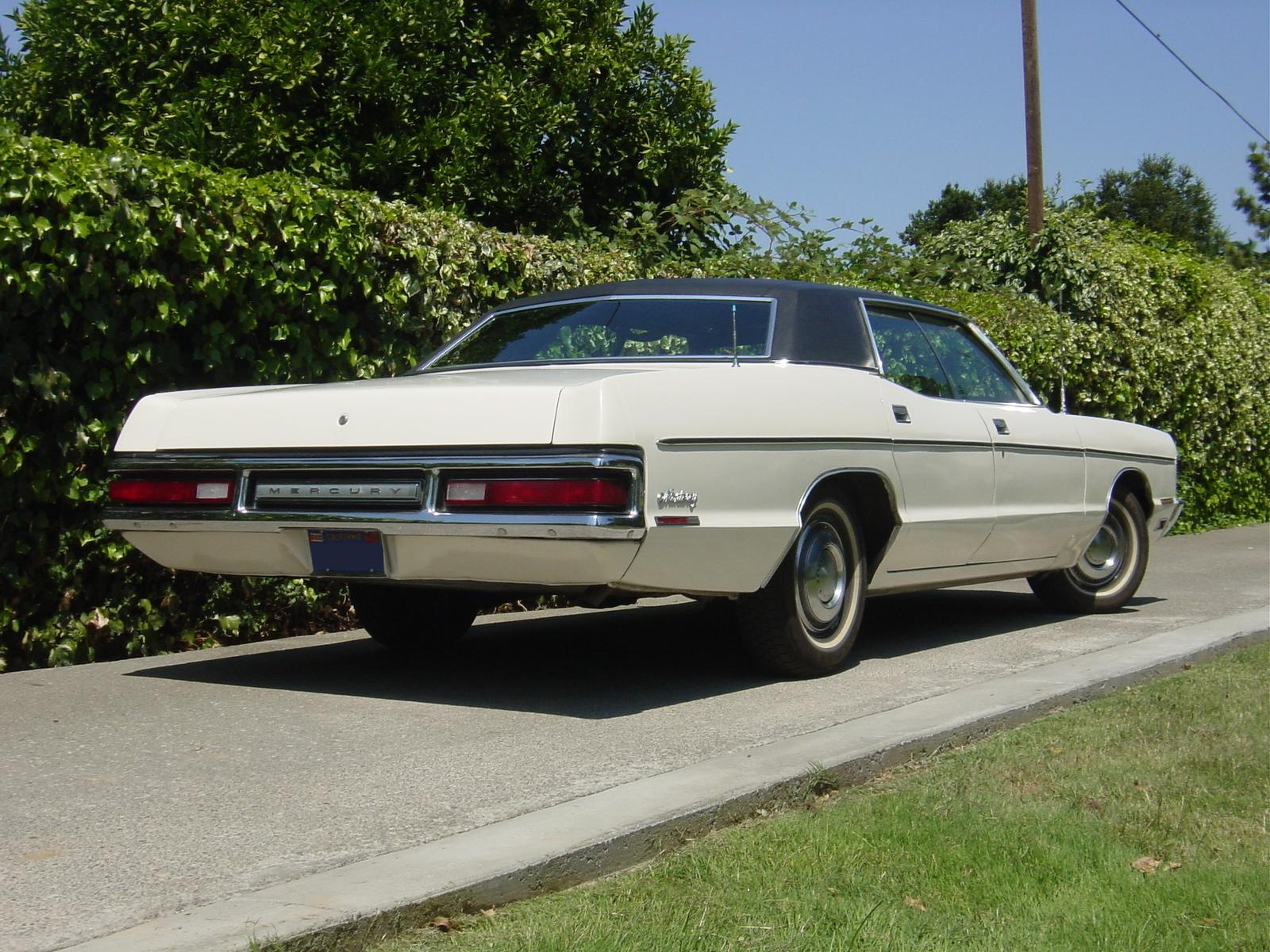
Monterey vierdeurs hardtop (1971), achteraanzicht
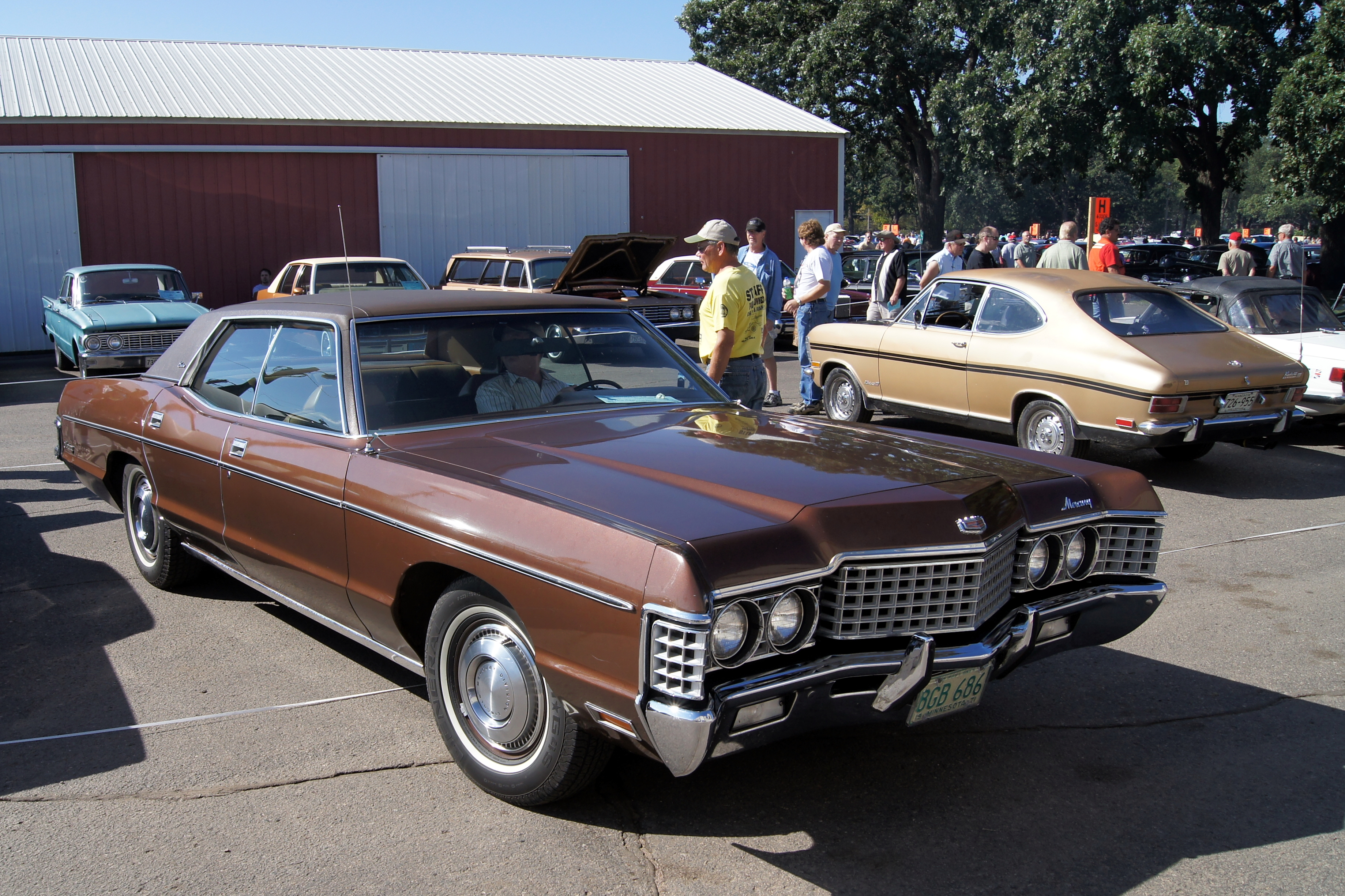
Monterey Custom vierdeurs hardtop (1972)
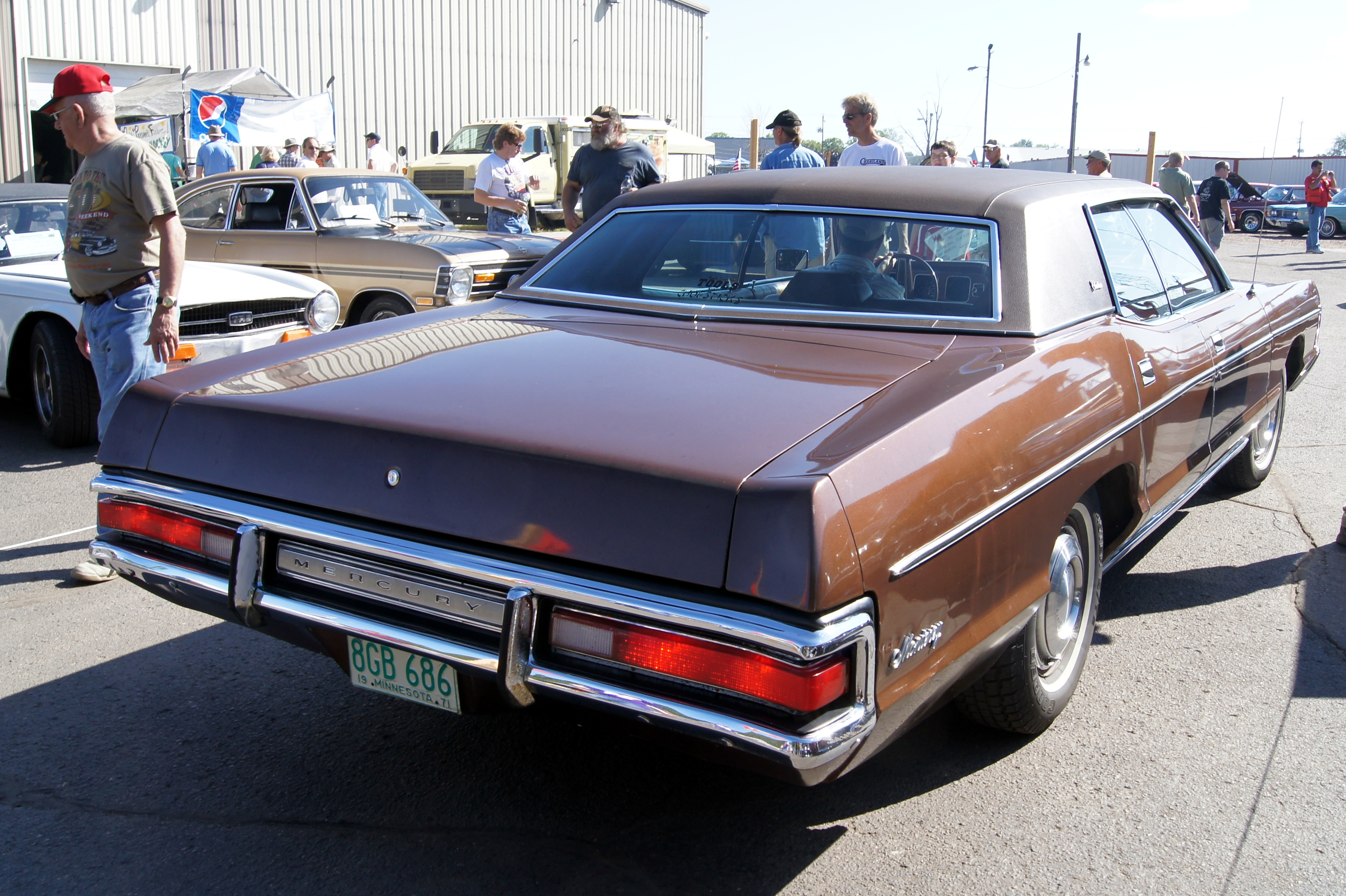
Monterey Custom vierdeurs hardtop (1972), achteraanzicht
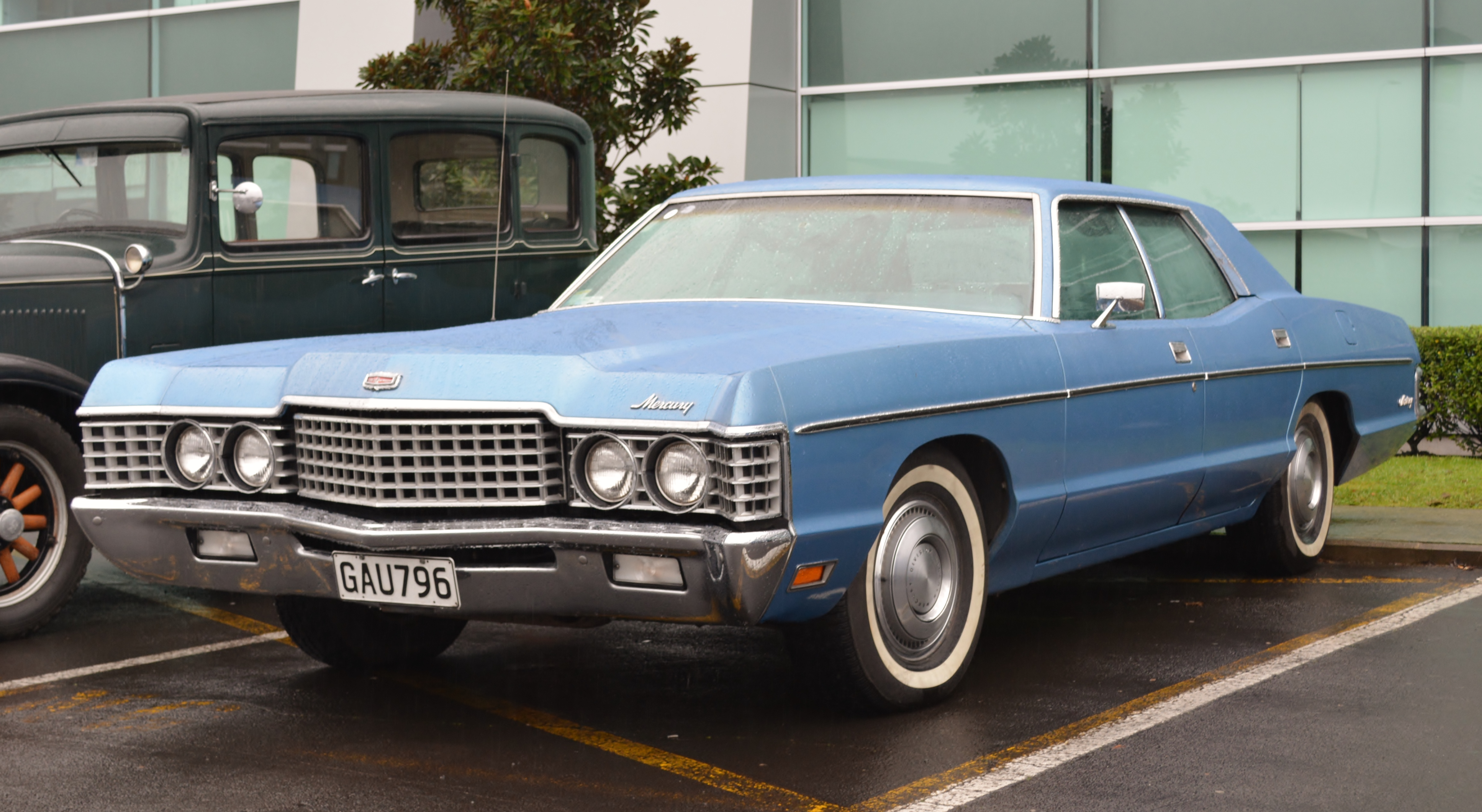
Monterey (1972)
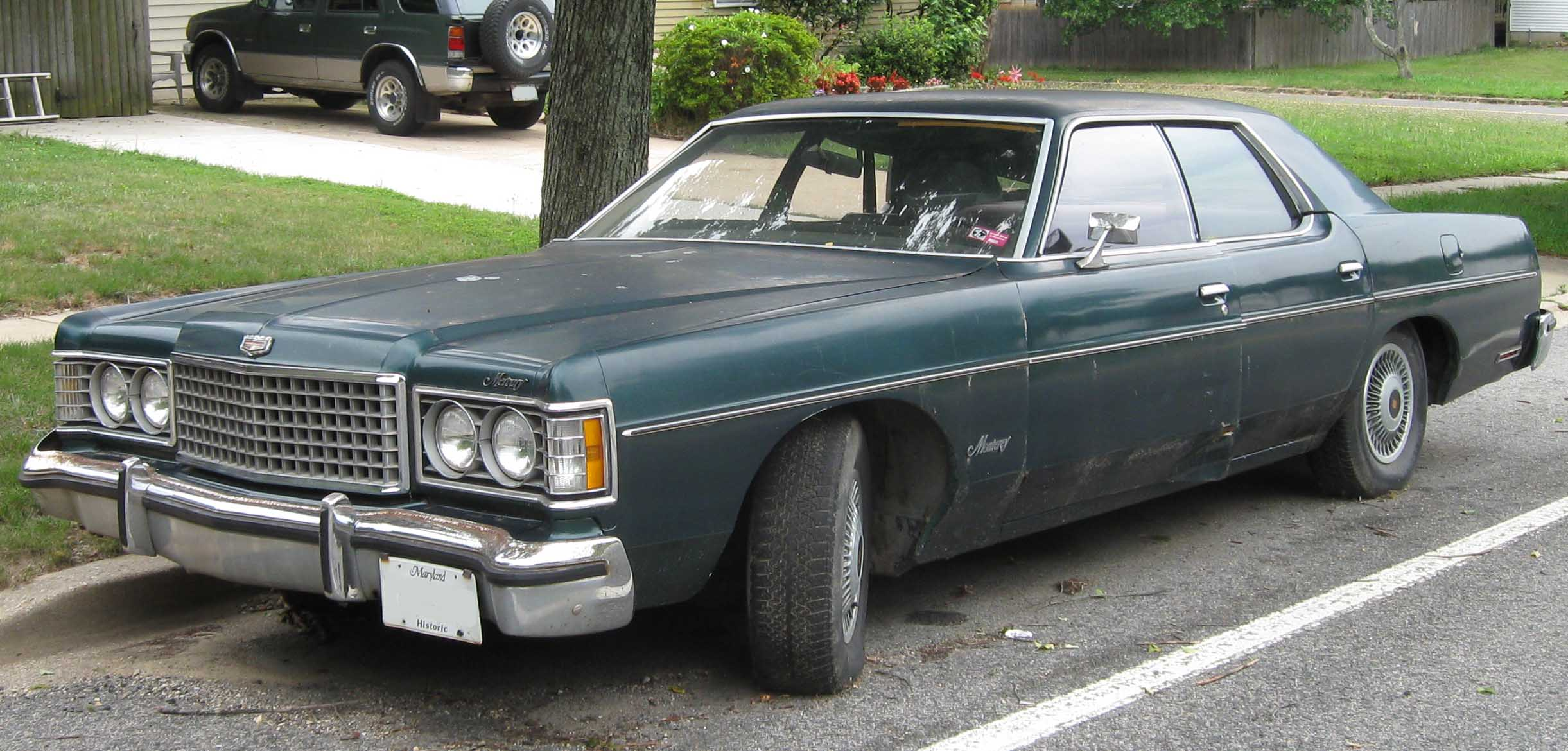
Monterey (1973)
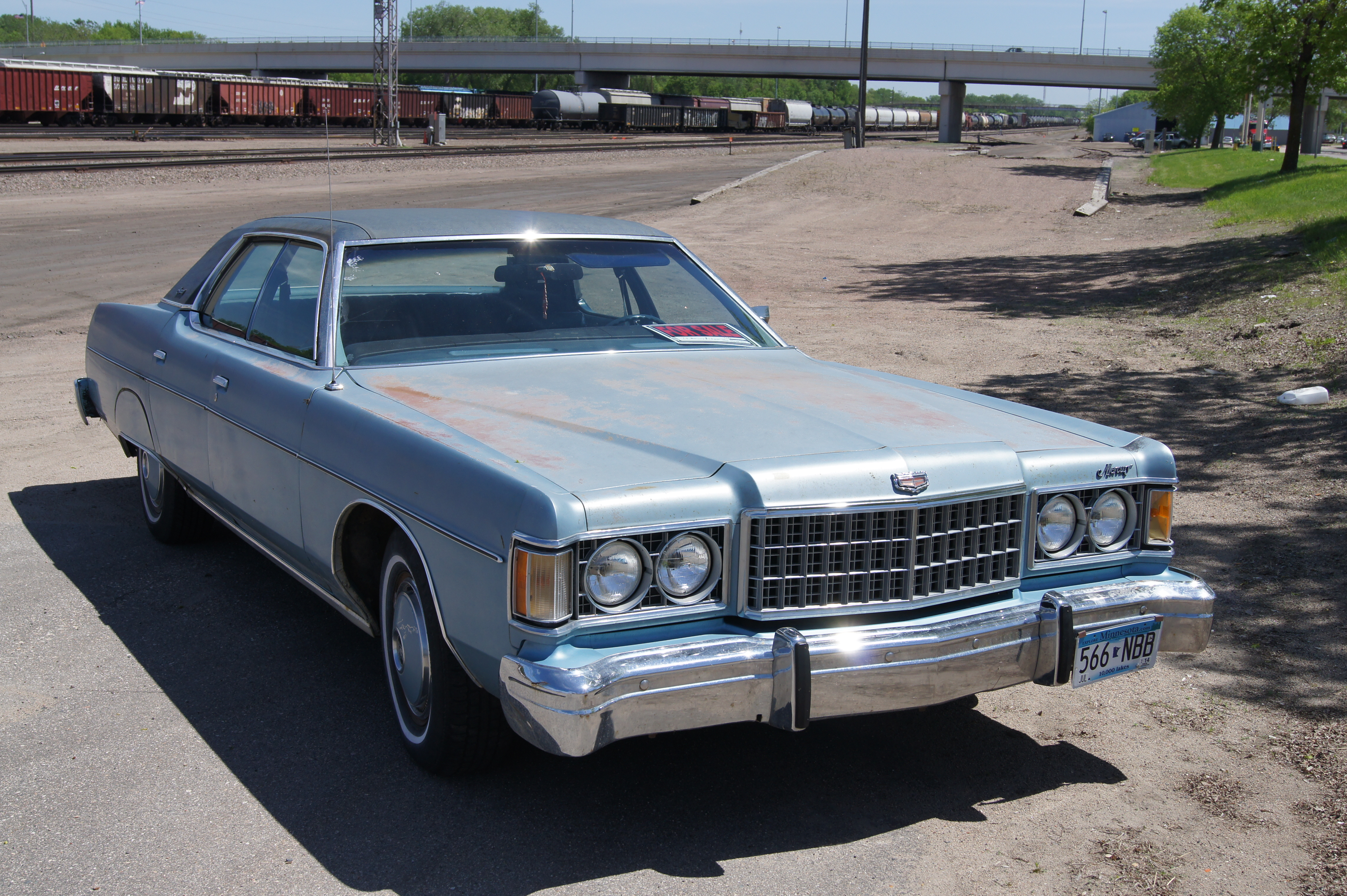
Monterey (1974)
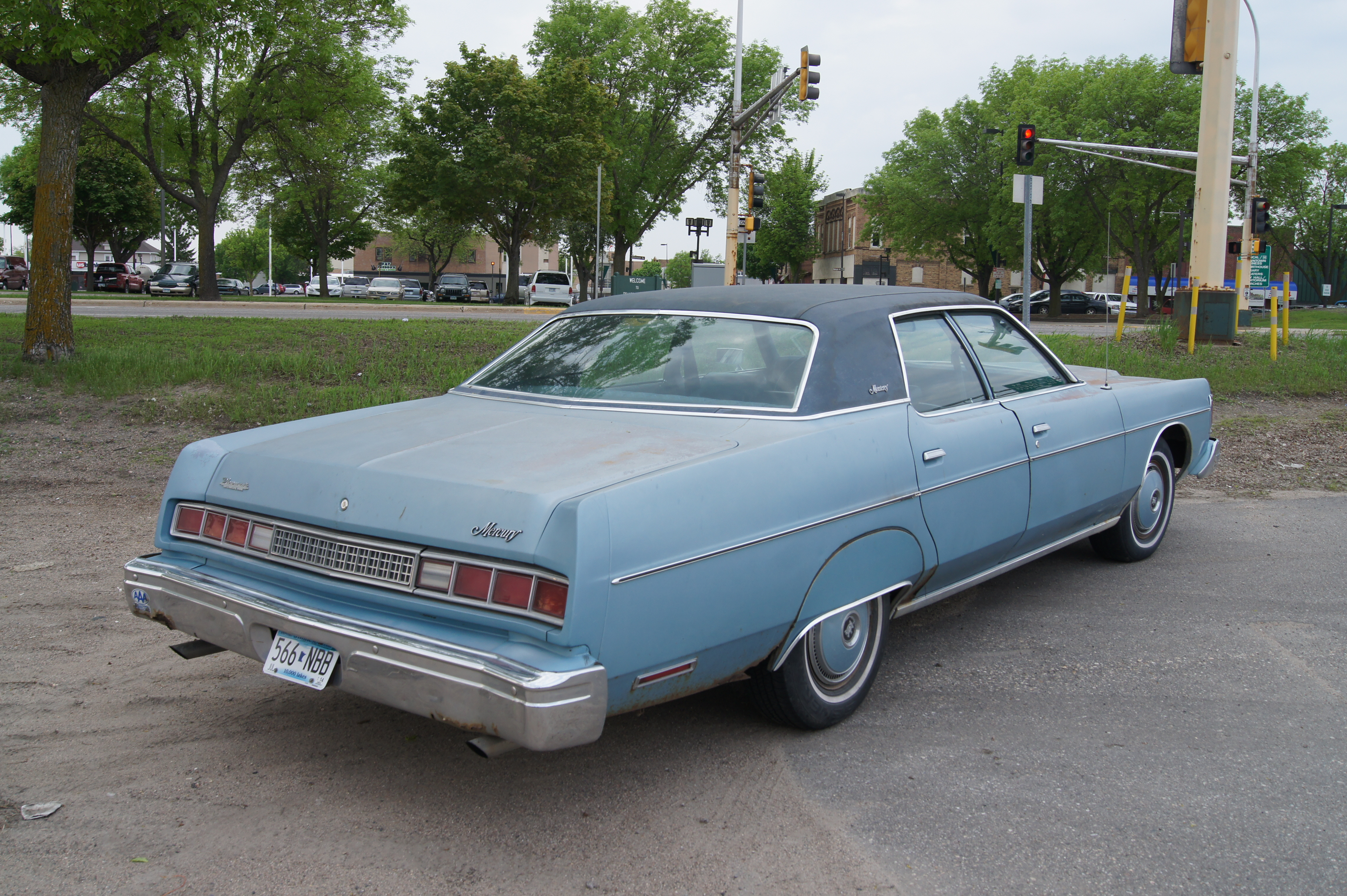
Monterey (1974), achteraanzicht
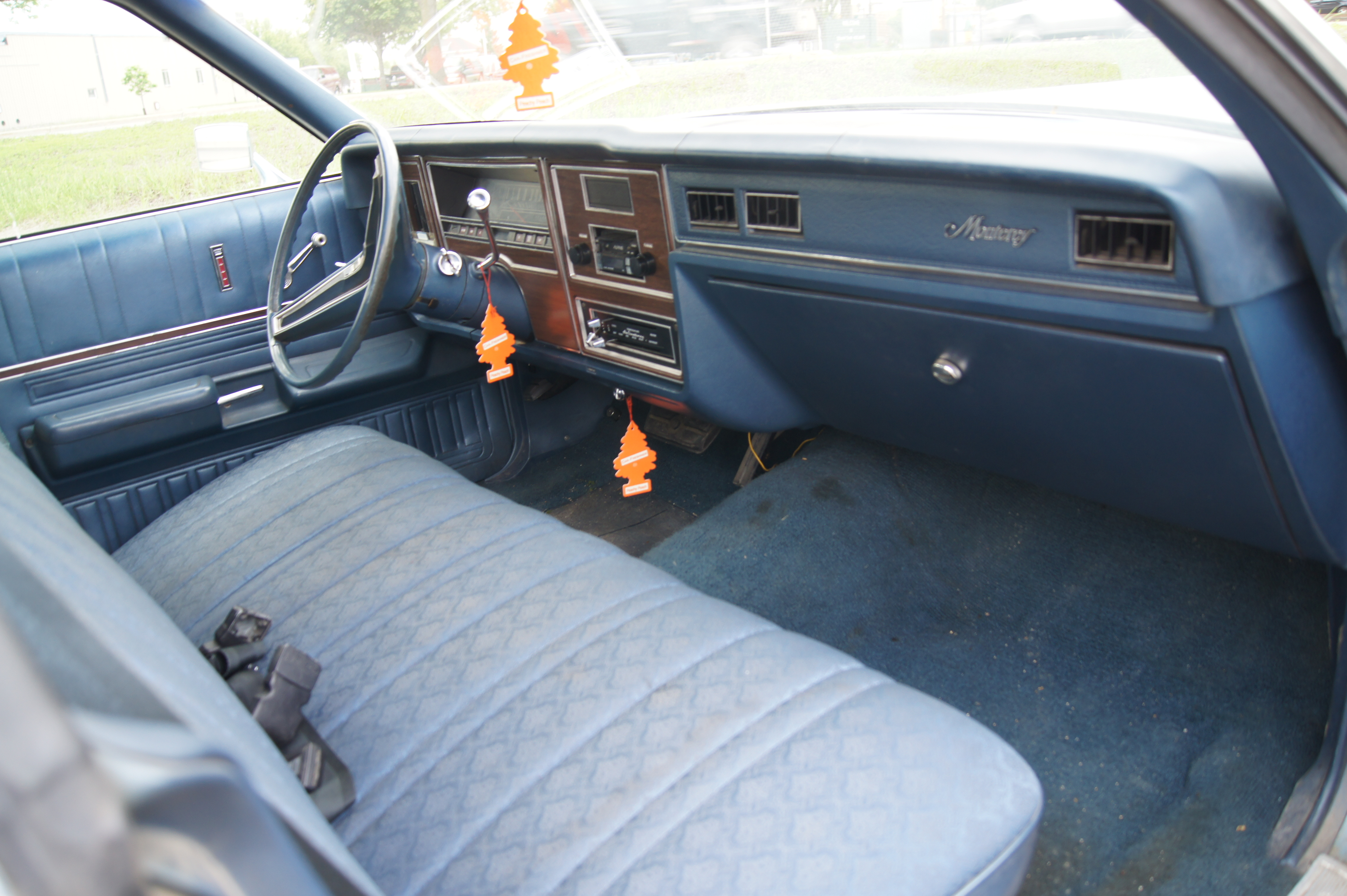
Monterey (1974), interieur (voorbank)
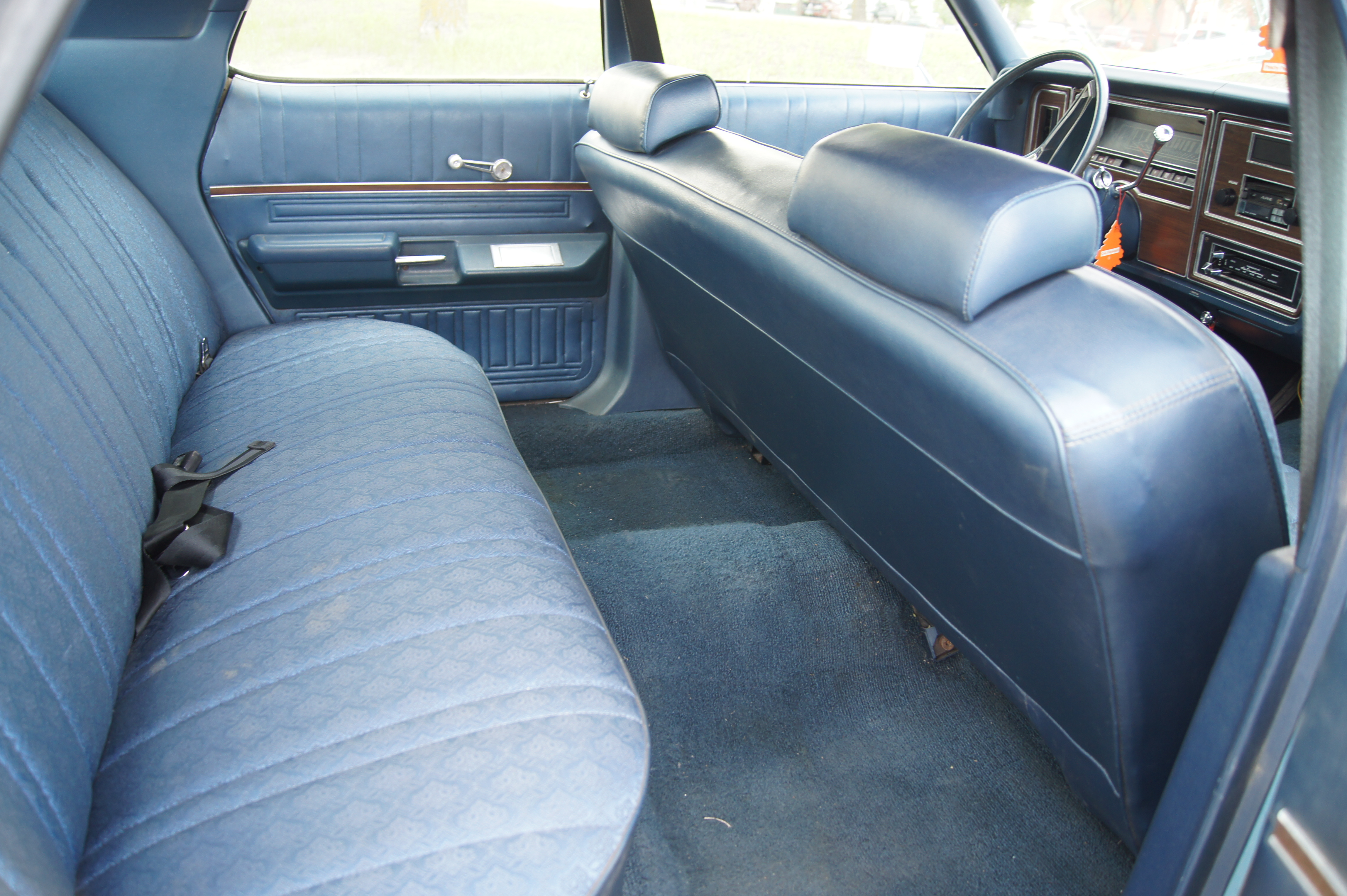
Monterey (1974), interieur (achterbank)